# Sugar Ray Robinson
Walker Smith Jr. (3 tháng 5 năm 1921 – 12 tháng 4 năm 1989), hay phổ biến hơn với cái tên Sugar Ray Robinson, là một võ sĩ quyền Anh chuyên nghiệp người Mỹ thi đấu từ năm 1940 đến năm 1965. Ông có tên trong Đại sảnh Danh vọng Quyền Anh Quốc tế năm 1990. Ông thường được coi là võ sĩ quyền Anh liên hạng (pound for pound) vĩ đại nhất mọi thời đại.
Robinson từng là tay đấm nghiệp dư nổi trội. Nhưng thành tích nghiệp dư hiện chưa rõ, thường hay được liệt kê với tỷ lệ 85–0 với 69 lần hạ đo ván, 40 lần thắng ở hiệp thứ nhất. Tuy nhiên có thông tin cho rằng Walker Smith Jr. tuổi thiếu niên đã thua trước Billy Graham và Patsy Pesca. Ông bước lên chuyên nghiệp năm 1940 khi 19 tuổi và đến năm 1951 có trong tay kỷ lục 128–1–2 với 84 trận thắng nốc ao. Từ năm 1943 đến năm 1951, Robinson có chuỗi 91 trận bất bại, dài thứ ba trong lịch sử quyền Anh chuyên nghiệp. Robinson giữ đai hạng bán trung thế giới từ năm 1946 đến năm 1951, và giành được danh hiệu hạng trung thế giới năm sau đó. Ông rời sàn đấu năm 1952, nhưng trở lại sau hai năm rưỡi và giành lại đai hạng trung năm 1955. Sau đó, ông trở thành võ sĩ đầu tiên trong lịch sử giành chức vô địch thế giới liên hạng cân năm lần (thành tích đạt được năm 1958 khi đánh bại Carmen Basilio để giành lại đai vô địch hạng trung). Robinson được vinh danh "võ sĩ của năm" hai lần: lần đầu năm 1942, lần thứ hai sau hơn 90 trận vào năm 1951. Sử gia Bert Sugar xếp Robinson là võ sĩ vĩ đại nhất mọi thời đại và vào năm 2002, Robinson cũng được xếp ở vị trí số một trong danh sách "80 võ sĩ xuất sắc nhất trong 80 năm qua" của tạp chí The Ring. Tính đến tháng 2 năm 2022, BoxRec xếp Robinson là võ sĩ quyền Anh vĩ đại nhất mọi thời đại.
Nổi tiếng với lối sống sang trọng hào hoa bên ngoài sàn đấu, Robinson được coi là người khai sinh ra từ "entourage" cho thể thao hiện đại. Sau khi kết thúc sự nghiệp quyền Anh, Robinson đã thử làm nghệ sĩ giải trí nhưng không thành công. Ông gặp khó khăn tài chính cho đến khi qua đời năm 1989. Năm 2006, ông được Bưu chính Hoa Kỳ đưa lên tem kỷ niệm với giá mặt 39c.

## Thiếu thời
Robinson sinh tại Ailey, Georgia với tên khai sinh Walker Smith Jr., là con của Walker Smith Sr. và Leila Hurst. Robinson là em út trong trong ba chị em; chị cả là Marie sinh năm 1917 và chị hai là Evelyn sinh năm 1919. Cha làm nông trồng bông, lạc và ngô ở Georgia; rồi chuyển cả nhà đến Detroit và làm trong ngành xây dựng. Theo Robinson, Smith Sr. sau đó đã làm hai việc một lúc để nuôi gia đình là thợ trộn xi măng và  công nhân thoát nước: "Ông phải dậy lúc sáu giờ sáng và về nhà lúc gần nửa đêm. Sáu ngày một tuần. Ngày duy nhất tôi thực sự thấy ông là chủ nhật... Tôi luôn muốn có ông ở bên nhiều hơn".
Cha mẹ ly thân, năm 12 tuổi, Walker cùng mẹ chuyển đến khu phố Harlem, Thành phố New York. Ban đầu ước mơ làm bác sĩ, nhưng sau khi bỏ học trường trung học DeWitt Clinton (ở Bronx) năm lớp chín, Walker chuyển mục tiêu sang quyền Anh. Khi 15 tuổi, Walker định tham gia giải đấu quyền Anh nhưng được thông báo rằng trước hết cần phải có thẻ thành viên AAU đã. Walker không có thẻ này cho đến 18 tuổi. Walker có tên mới khi gian dối giới hạn tuổi AAU bằng cách mượn giấy khai sinh của người bạn tên là Ray Robinson. Smith Jr. trở thành "Sugar" Ray Robinson sau khi một nữ khán giả xem anh thi đấu tại Watertown, New York nói rằng anh "sweet as sugar".
Thời thanh niên, Robinson thần tượng Henry Armstrong và Joe Louis. Lúc 11 tuổi, Robinson đã ở cùng ô phố tại Detroit với Louis khi ấy 17 tuổi. Bên ngoài sàn đấu, thanh niên Robinson hay gặp rắc rối và dính líu đến băng nhóm đường phố. Kết hôn năm 16 tuổi và có một con trai Ronnie, Robinson đã ly hôn khi 19 tuổi. Thành tích nghiệp dư được cho là 85–0 với 69 lần hạ nốc ao, trong đó 40 trận ngay ở hiệp đầu tiên, nhưng điều này còn bị tranh cãi. Robinson giành chức vô địch hạng lông Găng vàng New York năm 1939 (thắng Louis Valentine 3 điểm), và vô địch hạng nhẹ Găng vàng New York năm 1940 (hạ Andy Nonella KO 2).

## Sự nghiệp quyền Anh

### Sự nghiệp ban đầu
Robinson ra mắt chuyên nghiệp vào ngày 4 tháng 10 năm 1940, giành chiến thắng ở hiệp hai trước Joe Echevarria. Trong năm 1940, Robinson đấu thêm năm trận nữa và đều giành chiến thắng, với bốn trận thắng nốc ao. Năm 1941, Robinson đánh bại vô địch thế giới Sammy Angott, nhà vô địch về sau Marty Servo và cựu vô địch Fritzie Zivic. Angott không muốn mạo hiểm mất danh hiệu hạng nhẹ nên trận đấu Robinson-Angott nằm ở hạng trên đó. Robinson đã đánh bại Zivic trước 20.551 khán giả tại Madison Square Garden — một trong những trận có lượng khán giả đến sân đông nhất khi ấy. Theo Joseph C. Nichols của tờ The New York Times, Robinson thắng năm hiệp trước khi Zivic quật lại bằng hàng loạt cú đấm vào đầu Robinson ở hiệp sáu và bảy. Robinson kiểm soát hai hiệp tiếp theo và thắng hiệp chín. Khi hiệp mười kết thúc, Robinson được tuyên bố chiến thắng trên cả ba phiếu ghi điểm.
Tháng 1 năm 1942, Robinson hạ gục Zivic ở hiệp mười trận tái đấu. Đây chỉ là trận thua nốc ao thứ hai trong sự nghiệp hơn 150 trận của Zivic. Robinson đấm ngã Zivic ở hiệp chín và mười trước khi trọng tài dừng trận đấu. Zivic và người đứng chỉ đạo ở góc phản đối việc dừng trận đó; James P. Dawson của The New York Times viết "họ đang chỉ trích một hành động nhân đạo. Trận chiến đã là cuộc tàn sát, chỉ là nói tế nhị hơn thôi." Robinson sau đó thắng bốn trận nốc ao liên tiếp, trước khi đánh bại Servo bằng phán quyết gây tranh cãi trong trận tái đấu tháng 5. Sau ba trận thắng nữa, vào tháng 10, lần đầu tiên Robinson gặp Jake LaMotta là đối thủ đáng gờm. Dù không đánh ngã được Jake nhưng Robinson vẫn được quyết định nhất trí là chiến thắng. Tuy chỉ nặng 145 lb (66 kg) so với LaMotta 157,5 lb nhưng Robinson có thể kiểm soát toàn bộ trận đấu và tung ra những cú đấm mạnh hơn. Từ ngày 19 tháng 10 đến ngày 14 tháng 12, Robinson thắng thêm bốn trận nữa, với hai trận trước Izzy Jannazzo. Với những màn trình diễn đó, Robinson được vinh danh "Võ sĩ của năm", thắng tổng cộng 14 trận và không thua trận nào.
Robinson lập kỷ lục 40–0 trước khi lần đầu tiên để thua LaMotta trong trận đấu tái 10 hiệp. Sau khi bị Robinson kiểm soát thời gian đầu trận, LaMotta trở lại kiểm soát những hiệp sau. Với lợi thế cân nặng hơn đối thủ 16 lb (7,3 kg), LaMotta đấm Robinson bay khỏi võ đài ở hiệp tám, và được phán quyết giành chiến thắng. Trận đấu diễn ra tại Detroit là quê cũ của Robinson, và thu hút một lượng khán giả kỷ lục. Chưa đầy ba tuần sau, Robinson giành chiến thắng trong trận đấu thứ ba với LaMotta. Robinson tiếp tục đánh bại thần tượng thời thơ ấu của mình là cựu vô địch Henry Armstrong. Trận đấu diễn ra vì lúc đó võ sĩ lão làng Armstrong đang cần tiền, còn Robinson về sau tuyên bố đã đả bại nhà cựu vô địch.
Ngày 27 tháng 2 năm 1943, Robinson nhập ngũ Lục quân Hoa Kỳ bằng tên khai sinh Walker Smith. 15 tháng binh nghiệp, Robinson cùng Joe Louis được lệnh lưu diễn và thi đấu trước các binh sĩ làm khán giả. Thời kỳ quân ngũ của Robinson nhiều lần gặp rắc rối do cãi lệnh cấp trên khi thấy tình trạng phân biệt đối xử, những binh lính gốc Phi không được phép vào xem thi đấu. Cuối tháng 3 năm 1944, Robinson đóng quân tại Pháo đài Hamilton ở Brooklyn, chờ lên tàu đi châu Âu trong kế hoạch tổ chức thêm các trận đấu trình diễn. Nhưng ngày 29 tháng 3, Robinson biến mất khỏi doanh trại. Ngày 5 tháng 4, khi tỉnh dậy trong Bệnh viện Fort Jay trên Đảo Govenors, Robinson đã lỡ mất chuyến hành trình châu Âu và bị nghi ngờ đào ngũ. Robinson báo cáo rằng bị ngã cầu thang trong doanh trại ngày 29, nhưng bị mất trí nhớ nên không ghi nhớ được sự kiện nào sau đó đến ngày 5. Theo hồ sơ, ngày 1 tháng 4, một người lạ thấy Robinson trên đường phố và giúp đưa vào viện. Báo cáo khám nghiệm của bệnh viện chứng thực lời Robinson. Quân đội cũng tiến hành kiểm tra và cho rằng Robinson bị bệnh sa sút trí tuệ. Ngày 3 tháng 6 năm 1944, Robinson được giải ngũ danh dự, sau đó viết rằng báo chí đã bất công khi "gán" mình là "tên đào ngũ". Robinson duy trì tình bạn thân thiết với Louis từ thời nghĩa vụ quân sự và cùng nhau kinh doanh sau chiến tranh. Họ định kinh doanh phân phối rượu ở Thành phố New York, nhưng bị từ chối cấp phép vì lý do chủng tộc.
Ngoài việc thua trận tái đấu LaMotta, dấu ấn khác trong giai đoạn này là trận hòa đầu tiên của Robinson sau 10 hiệp trước José Basora năm 1945.

### Vô địch hạng bán trung
Đến năm 1946, Robinson lên đài 75 trận với thành tích 73–1–1 và đánh bại mọi đối thủ hàng đầu của hạng cân bán trung. Nhưng do không hợp tác với mafia đang kiểm soát bộ môn quyền Anh khi ấy nên Robinson bị từ chối cơ hội tranh đai vô địch hạng bán trung. Ngày 20 tháng 12 năm 1946, cuối cùng Robinson được cơ hội giành đai trước Tommy Bell là người từng bị Robinson đánh bại một lần năm 1945. Cả hai chiến đấu giành lấy danh hiệu đang bị bỏ trống từ Servo, cũng là người đã hai lần thua Robinson trong những trận không chính thức. Chỉ mới tháng trước, Robinson phải đấu trận 10 hiệp với Artie Levine, và giờ đây bị Bell đánh ngã. Nhưng Robinson đã kéo dài "trận chiến" tới 15 hiệp và được phán quyết chiến thắng, giành được đai vô địch hạng bán trung thế giới (World Welterweight).
Năm 1948, Robinson đấu 5 trận, nhưng chỉ có một trận là bảo vệ danh hiệu. Những võ sĩ bị đánh bại là nhà vô địch thế giới về sau Kid Gavilán trong trận đấu gần 10 hiệp gây tranh cãi. Robinson bị dính đòn nhiều lần trong trận đấu nhưng đã kiểm soát các hiệp cuối bằng một loạt cú thọc trước (jab) và móc trái. Năm 1949, Robinson lên đài 16 lần, nhưng cũng chỉ một lần bảo vệ danh hiệu. Trong trận tái đấu tranh đai với Gavilán, Robinson lại một lần nữa giành chiến thắng bằng phán quyết. Hiệp một yếu thế nhưng Robinson kiểm soát được thế trận trong hiệp hai. Gavilán phải đợi thêm hai năm nữa để bắt đầu triều đại lịch sử vô địch hạng bán trung của mình. Võ sĩ duy nhất ngang bằng với Robinson năm đó là Henry Brimm thủ hòa trận 10 hiệp tại Buffalo.
Robinson so găng 19 trận năm 1950, lần cuối cùng bảo vệ thành công chức vô địch bán trung trước Charley Fusari. Robinson được phán quyết thắng sau 15 hiệp đấu, một lần đấm ngã Fusari. Robinson quyên góp tất cả tiền kiếm được trong trận đấu trừ 1 đô la trong ví cho nghiên cứu ung thư. Năm 1950, Robinson đấu với George Costner, người cũng tự xưng "Sugar" và tuyên bố chỉ có mình xứng đáng nhận cái tên này. "Tốt hơn là chúng ta chạm găng vì chỉ có một hiệp mà thôi" Robinson nói lúc xướng danh võ sĩ trên võ đài "Tên ngươi chẳng phải Sugar, đó là tên ta." Robinson liền hạ gục Costner trong vòng 2 phút 49 giây.

#### Sự cố Jimmy Doyle
Tháng 6 năm 1947, sau bốn trận không chính thức, Robinson lên kế hoạch bảo vệ danh hiệu trước Jimmy Doyle lần đầu. Robinson muốn rút không đánh vì mơ rằng mình sẽ giết chết Doyle. Mục sư, giáo sĩ đã thuyết phục Robinson chiến đấu. Giấc mơ biến thành sự thật. Ngày 25 tháng 6 năm 1947, trong hiệp 8, Robinson hạ nốc ao khiến Doyle bất tỉnh và tử vong ngay đêm đó. Robinson nói "rất khó khăn" trước cái chết của Doyle.
Sau sự cố, Robinson bị đe dọa cáo buộc hình sự ở Cleveland, gồm cả tội giết người, nhưng chuyện này không hề diễn ra. Biết được Doyle có ý định mua nhà cho mẹ, Robinson đã đưa cho mẹ Doyle số tiền từ 4 trận kế tiếp làm thành ý nguyện con trai mình.

### Vô địch hạng trung
Trong tự truyện, Robinson viết quyết định chuyển lên hạng trung do những khó khăn gia tăng khi vượt ngưỡng 147 lb (67 kg) của hạng bán trung. Tuy nhiên, việc nâng hạng cân chứng minh có lợi về mặt tiền bạc, vì hạng trung khi ấy tập trung một số tên tuổi lớn nhất trong làng quyền Anh. Năm 1950, Robinson đánh bại Robert Villemain giành đai hạng trung Pennsylvania. Cuối năm đó, Robinson bảo vệ thành công trước José Basora, vốn hòa trận gặp nhau trước. Trận hạ Basora diễn ra chỉ trong 50 giây hiệp 1 đã lập thành kỷ lục suốt 38 năm sau đó. Tháng 10 năm 1950, Robinson hạ đo ván nhà vô địch hạng trung tương lai là Bobo Olson.
Ngày 14 tháng 2 năm 1951, Robinson và LaMotta gặp nhau lần thứ sáu. Trận đấu về sau được gọi là The St. Valentine's Day Massacre (Cuộc thảm sát ngày lễ thánh Valentine). Robinson đã giành được danh hiệu vô địch thế giới hạng trung một cách thuyết phục bằng đo ván kỹ thuật ở hiệp 13. Robinson trên cơ trong 10 hiệp đầu rồi tung ra một loạt liên hoàn khủng khiếp vào LaMotta trong ba hiệp cuối, lần đầu đánh bại nhà vô địch trong chuỗi sáu trận huyền thoại giữa hai người — và khiến LaMotta lần đầu chính thức thua nốc ao trong 95 trận chuyên nghiệp của mình. Trận đấu này cũng là một trong sáu lần đối đầu Robinson-LaMotta được khắc họa trong bộ phim Raging Bull của Martin Scorsese. LaMotta về sau phát biểu "Tôi đấu với Sugar Ray khá thường xuyên, đến mức gần như mắc tiểu đường." Robinson thắng năm trong sáu trận đấu với LaMotta.
Sau khi giành danh hiệu vô địch thế giới thứ hai, Robinson bắt đầu du đấu khắp châu Âu. Robinson di chuyển bằng chiếc Cadillac màu hồng hạc, chiếc xe gây khá nhiều chấn động ở Paris. Đi theo tháp tùng là đoàn 13 người, nhưng một số người "chỉ cho vui". Robinson trở thành người hùng ở Pháp sau trận thắng LaMotta mới diễn ra trước đó, vì người Pháp vốn ghét LaMotta đã đánh bại và đoạt đai vô địch của Marcel Cerdan năm 1949 (Cerdan tử nạn máy bay trên đường tái đấu với LaMotta). Robinson được tiếp kiến tổng thống Pháp Vincent Auriol trong buổi lễ có sự hiện diện của giới thượng lưu Pháp. Tại Berlin, Robinson bị truất quyền thi đấu trong trận khi đấm Gerhard Hecht vào vùng thận, cú đấm này được phép ở Mỹ những châu Âu thì cấm. Trận này về sau được công bố không phải là trận thi đấu. Tại Luân Đôn, Robinson để mất đai hạng trung thế giới vào tay võ sĩ người Anh Randolph Turpin trong một trận đấu kịch tính. Ba tháng sau, trận tái đấu diễn ra trước 60.000 người hâm mộ tại Polo Grounds, Robinson hạ gục Turpin trong mười hiệp để giành lại danh hiệu. Robinson khi ấy dẫn điểm nhưng Turpin cũng vùng lại được. Trong thế trận giằng co, Robinson lấn lướt, hạ gục Turbin, ép vào dây đài rồi tung ra loạt đấm khiến trọng tài phải dừng trận đấu. Sau chiến thắng của Robinson, cư dân Harlem đổ ra đường nhảy múa ăn mừng. Năm 1951, Robinson được The Ring vinh danh "Võ sĩ của năm" lần thứ hai.
Năm 1952, Robinson thắng trận tái đấu với Olson bằng phán quyết. Tiếp theo, Robinson đánh bại cựu vô địch Rocky Graziano bằng nốc ao ở hiệp 3, rồi thách đấu nhà vô địch hạng nặng thế giới Joey Maxim. Trên sân vận động Yankee với Maxim, Robinson đang dẫn trên cả ba phiếu điểm của ban trọng tài, nhưng nhiệt độ 103 °F (39 °C) đã lấy đi tất cả. Trọng tài Ruby Goldstein là nạn nhân đầu tiên của sức nóng và phải ra sân để trọng tài Ray Miller vào thay. Việc Robinson di chuyển nhanh trong bầu không khí nóng bức làm mất sức và đổ gục cuối hiệp 13, và không thể hồi tỉnh khi hiệp mới bắt đầu rung chuông, chịu cú nốc ao duy nhất trong sự nghiệp.
Ngày 25 tháng 6 năm 1952, sau trận đấu với Maxim, Robinson từ bỏ danh hiệu và giải nghệ với thành tích 131–3–1–1. Robinson bắt đầu sự nghiệp kinh doanh show trình diễn, ca hát và vũ công tap. Sau khoảng ba năm, công việc sa sút và trình diễn không thành công khiến Robinson quyết định quay lại với quyền Anh khi tập luyện trở lại năm 1954.

### Trở lại
Năm 1955, Robinson trở lại sàn đấu. Dù không thi đấu trong hai năm rưỡi, nghề vũ công giúp cho thể lực Robinson vẫn ở trạng thái đỉnh cao. Trong tự truyện, Robinson viết rằng trong những tuần trước khi ra mắt vũ đạo ở Pháp, ông chạy 5 dặm mỗi sáng, rồi nhảy múa năm tiếng mỗi đêm. Robinson thậm chí còn tuyên bố rằng nỗ lực tập luyện thành vũ công còn khó hơn cả sự nghiệp quyền Anh của mình. Năm 1955, Robinson thắng 5 trận trước khi thua bằng phán quyết trước Ralph 'Tiger' Jones. Robinson lấy lại khí thế và chiến thắng không đồng thuận (split decision) trước Rocky Castellani, rồi thách đấu Bobo Olson đang giữ đai hạng trung thế giới. Trận thắng Olson thứ ba bằng nốc ao ở hiệp 2 giúp Robinson giành đai hạng trung thế giới lần thứ ba. Sau màn trình diễn trở lại năm 1955, Robinson kỳ vọng được vinh danh Võ sĩ của năm. Nhưng danh hiệu đã thuộc về Carmen Basilio hạng bán trung. Những huấn luyện viên của Basilio đã vận động hành lang rất nhiều vì Basilion chưa bao giờ giành được giải thưởng, còn Robinson về sau mô tả đây là nỗi thất vọng lớn nhất trong sự nghiệp chuyên nghiệp của mình. Tự truyện viết: "Tôi vẫn chưa quên cho đến ngày nay và sẽ không bao giờ quên." Robinson và Olson gặp nhau lần cuối năm 1956, và Robinson khép lại loạt bốn trận bằng cú đo ván ở hiệp 4.
Năm 1957, Robinson mất danh hiệu vào tay Gene Fullmer. Bằng phong cách xông xáo tiến lên, Fullmer đã kiểm soát được và đấm ngã Robinson. Song Robinson kịp nhận ra rằng Fullmer rất dễ bị móc trái. Fullmer bước vào trận tái đấu tháng 5 với tỷ lệ cược 3–1. Trong hai hiệp đầu, Robinson bám sát Fullmer quanh võ đài, nhưng thay đổi chiến thuật ở hiệp 3, buộc Fullmer đến gần mình. Bắt đầu hiệp 4, Robinson lao đến tấn công khiến Fullmer choáng váng. Khi Fullmer hồi lại đấm đáp trả, Robinson cũng ăn miếng trả miếng trái ngược với việc tựa thủ như trận trước. Bốn hiệp đấu diễn ra sòng phẳng. Hiệp 5, Robinson lần thứ tư giành lại danh hiệu bằng một cú móc trái cực mạnh nhanh như chớp hạ đo ván Fullmer. Các nhà phê bình quyền Anh gọi cú móc trái nốc ao Fullmer này là "cú đấm hoàn hảo". Nó cũng đánh dấu lần đầu tiên trong sự nghiệp 44 trận, Fullmer bị hạ nốc ao. Sau trận đấu, khi được hỏi cú móc trái đã tung ra được bao xa, Robinson trả lời: "Tôi không nói được. Nhưng anh ta đã nhận được câu trả lời."
Cuối năm đó, Robinson để mất danh hiệu vào tay Basilio trong trận đấu 15 hiệp trước 38.000 khán giả tại sân vận động Yankee, nhưng giành lại được lần thứ năm trong trận tái đấu. Robinson phải ra sức để tăng cân và nhịn ăn gần 20 tiếng trước trận đấu sức. Ngay từ sớm, Robinson đã làm mắt Basilio chấn thương nặng, đến hiệp 7 thì sưng húp. Hai giám khảo nghiêng về Robinson tỷ số cách biệt 72–64 và 71–64, riêng trọng tài lại cho Basilio hơn điểm 69–64 và bị 19.000 khán giả la ó ầm ĩ. Cả hai trận này đều được tạp chí The Ring bầu chọn là "Trận đấu của năm" 1957 và 1958.

### Giã từ quyền Anh

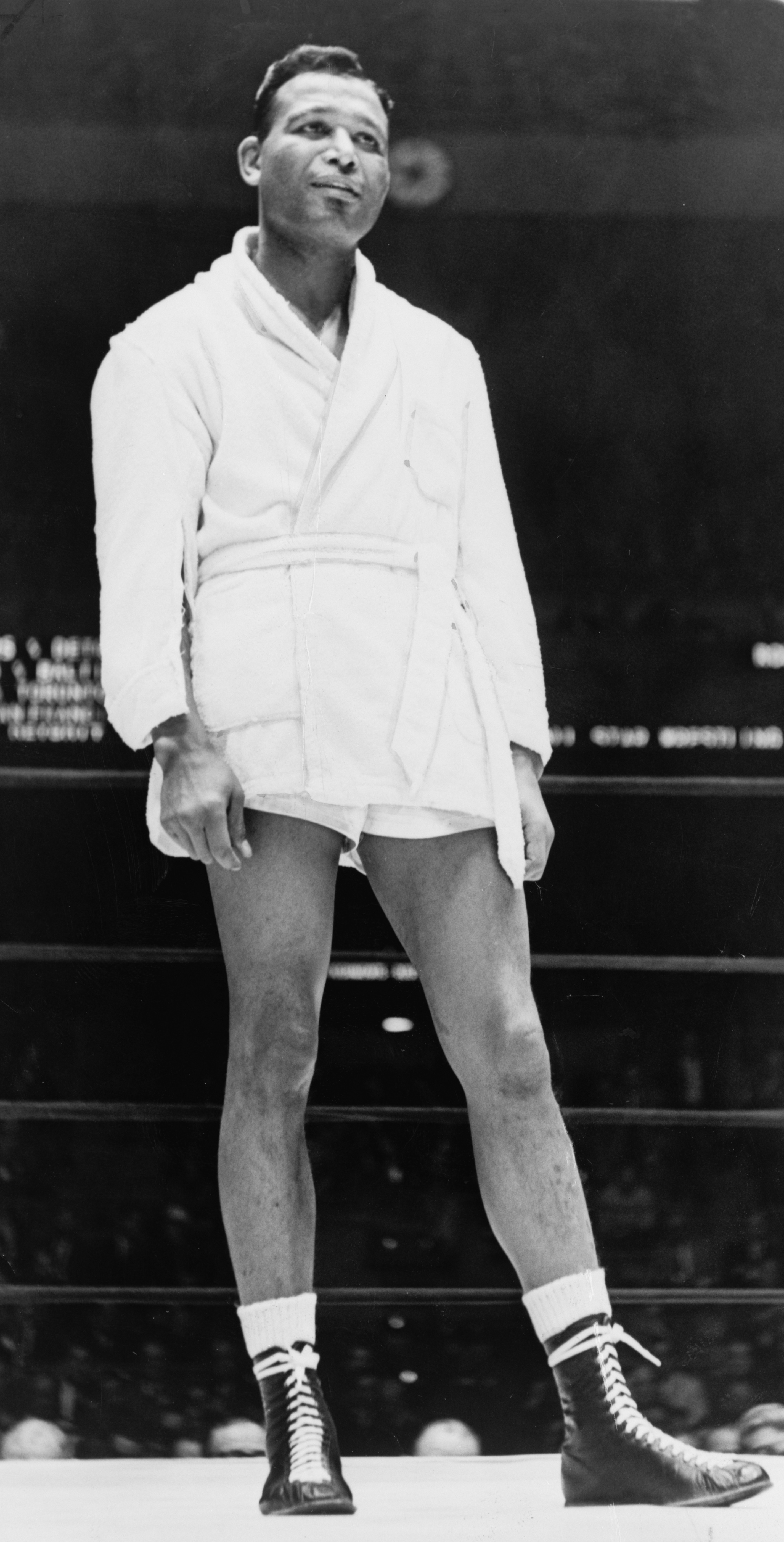
Robinson, Madison Square Garden, 1966

Robinson hạ gục Bob Young ở hiệp 2 tại Boston trong trận đấu duy nhất của mình năm 1959. Một năm sau, ông đấu bảo vệ danh hiệu trước Paul Pender. Robinson bước vào trận đấu với tỷ lệ cược 5–1 nhưng rồi thua do phán quyết không đồng thuận trước 10.608 khán giả tại Boston Garden. Ngày trước trận đấu, Pender nói rằng sẽ bắt đầu chậm rãi, trước khi dồn vào đoạn sau. Pender thực hiện điều này và cầm giữ được lâu hơn một Robinson có tuổi. Robinson dù cũng làm được vết rách phía trên mắt Pender trong hiệp 8 nhưng phần lớn không hiệu quả các hiệp sau đó. Nỗ lực giành lại vương miện lần thứ sáu chưa từng có trước đó được Robinson đưa ra. Bất chấp những cố gắng đó, Pender vẫn giành chiến thắng bằng phán quyết trọng tài trong trận tái đấu. Ngày 3 tháng 12 năm 1960, Robinson và Fullmer hòa nhau sau 15 hiệp nên Fullmer vẫn giữ đai hạng trung WBA. Năm 1961, Robinson và Fullmer gặp nhau lần thứ tư, và Fullmer tiếp tục giữ đai bằng phán quyết đồng thuận của trọng tài. Đây là trận tranh đai cuối cùng của Robinson.
Quãng thời gian còn lại của thập niên 1960, Robinson thi đấu những trận 10 hiệp. Tháng 10 năm 1961, Robinson đánh bại nhà vô địch thế giới về sau Denny Moyer bằng phán quyết đồng thuận. Với tỷ lệ trội hơn 12–5, Robinson 41 tuổi đánh bại Moyer 22 tuổi bằng cách giữ khoảng cách thay vì áp sát. Trong trận tái đấu bốn tháng sau, Moyer thắng điểm khi di chuyển nhập nội và khiến Robinson phải chống trả suốt trận. Moyer thắng 7–3 trên cả ba phiếu ghi điểm. Năm 1962, Robinson thua thêm hai trận, rồi thắng sáu trận liên tiếp trước phần lớn đối thủ dưới cơ. Tháng 2 năm 1963, Robinson thua bằng phán quyết đồng thuận trước cựu vô địch thế giới và có tên trên Đại sảnh Danh vọng Joey Giardello. Giardello khiến đối thủ nằm sàn ở hiệp 4 và trọng tài đếm đến 9 thì Robinson 43 tuổi mới đứng dậy được. Robinson cũng suýt ngã sàn ở hiệp 6 nhưng được chuông hết hiệp cứu nguy. Phục hồi trong hiệp 7, 8 nhưng Robinson lại khó khăn trong hai hiệp cuối. Sau trận đấu, Robinson khởi sự chuyến du đấu 18 tháng ở châu Âu.
Tháng 9 năm 1965, Robinson đấu trận không giành hạng thứ hai tại Norfolk, Virginia với đối thủ hóa ra là mạo danh. Tay đấm Neil Morrison khi ấy là kẻ cướp bị án đang đào tẩu đã đăng ký thi đấu bằng tên của võ sĩ câu lạc bộ có năng lực là Bill Henderson. Trận đấu diễn ra một chiều khi Morrison nằm sàn hai lần ở hiệp 1 và một lần ở hiệp 2, trọng tài khinh bỉ nói "Henderson không muốn đấu gì cả" rồi ra khỏi sàn đấu. Robinson thắng nốc ao kỹ thuật TKO ở phút 1:20 hiệp 2 sau khi Morrison "sợ hãi rõ rệt" tự nằm xuống. Tháng 11 năm 1965, Robinson đánh trận cuối và thua do phán quyết đồng thuận trước Joey Archer. Cây bút thể thao nổi tiếng Pete Hamill viết rằng một trong những trải nghiệm buồn nhất trong đời là chứng kiến Robinson thua Archer, Robinson thậm chí còn ngã sàn khi mà Archer còn không phải tung cú nốc ao; Archer sau đó thừa nhận rằng đây mới chỉ là lần thứ hai đấm ngã đối thủ trong sự nghiệp. Đám đông 9.023 khán giả tại sân Civic ở Pittsburgh đã dành cho Robinson nhiều lời hoan nghênh nhiệt liệt, ngay cả khi bị Archer hoàn toàn vượt trội hơn.
Ngày 11 tháng 11 năm 1965, Robinson tuyên bố từ giã quyền Anh, phát biểu: "Tôi ghét phải vận động quá lâu để tìm kiếm một cơ hội khác." Thành tích giải nghệ của Robinson là 173–19–6 (2 trận không giành hạng) với 109 lần hạ nốc ao trên tổng 200 trận chuyên nghiệp, đứng trong số những người dẫn đầu mọi thời đại về hạ nốc ao đối thủ.

## Cuộc sống về sau

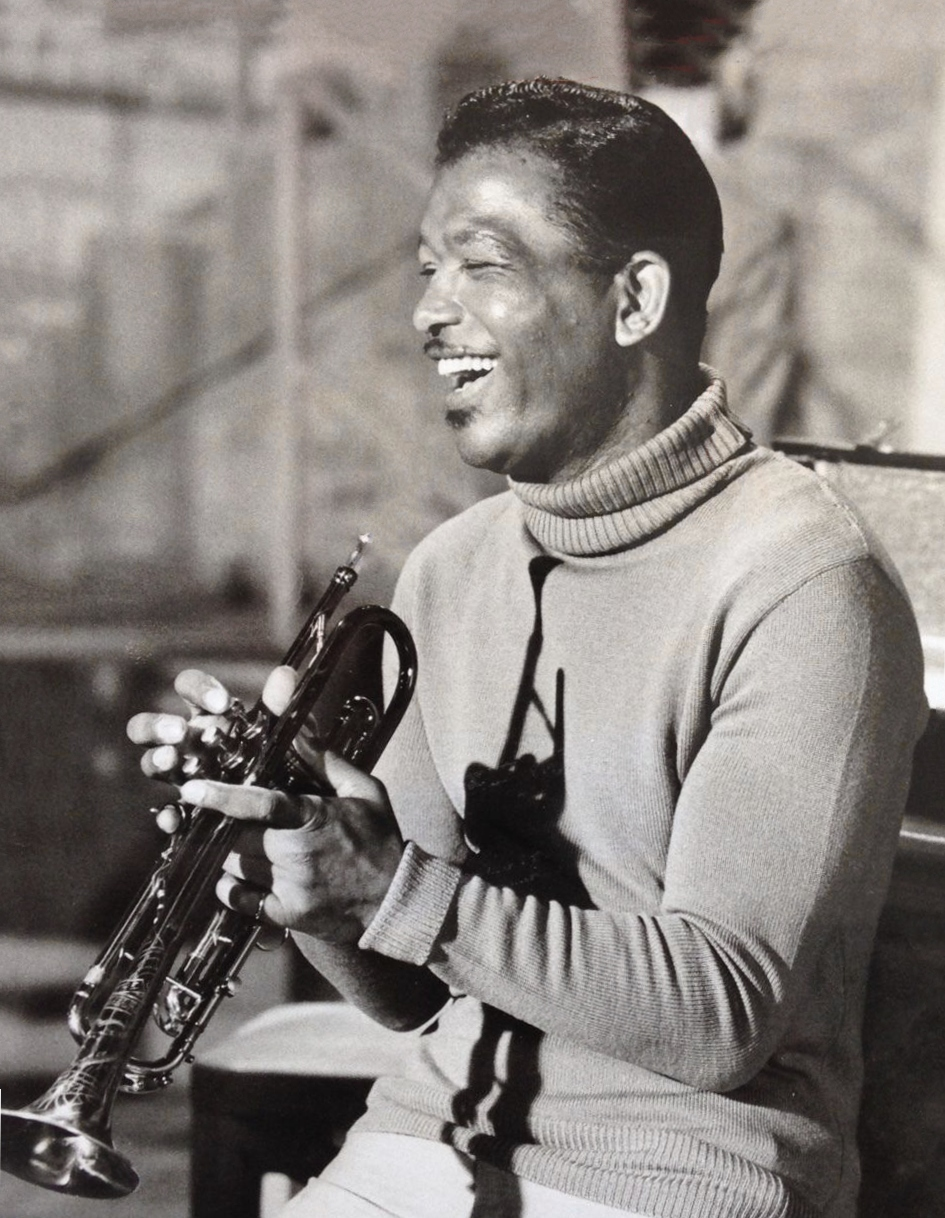
Robinson trong Land of the Giants năm 1969

Trong tự truyện, Robinson viết rằng bị phá sản năm 1965 khi tiêu hết 4 triệu đô la kiếm được trong và ngoài sàn đấu trong suốt sự nghiệp. Một tháng sau trận đấu cuối, ngày 10 tháng 12 năm 1965, Robinson được vinh danh trong Đêm Sugar Ray Robinson tại Madison Square Garden, New York, và nhận được chiếc cúp lớn khủng đến mức không có món đồ nào trong căn hộ nhỏ của ông tại Manhattan đủ vững chắc làm đế đỡ cả. Năm 1967, hai năm sau khi giải nghệ, Robinson được bầu vào Đại sảnh Danh vọng Quyền Anh của tạp chí The Ring và đến năm 1990 thì có tên trong Đại sảnh Danh vọng Quyền Anh quốc tế. Cuối thập niên 1960, ông tham gia một số chương trình truyền hình như Mission: Impossible (Nhiệm vụ: Bất khả thi). Sugar vào vai một võ sĩ quyền Anh nông nổi mở một hộp đêm trong tập Giants and All That Jazz của loạt phim Land of the Giants. Ông cũng xuất hiện trong một số phim như phim cảnh sát The Detective (1968) với Frank Sinatra, phim cult kinh điển Candy (1968) và vai sĩ quan cảnh sát trong phim giật gân The Todd Killings (1971). Năm 1969, ông thành lập Quỹ Thanh niên Sugar Ray Robinson cho nội thành Los Angeles, quỹ không tài trợ chương trình quyền Anh. Ông được chẩn đoán mắc tiểu đường và phải điều trị bằng insulin.

## Qua đời
Những năm cuối đời, Robinson được chẩn đoán mắc bệnh Alzheimer. Ngày 12 tháng 4 năm 1989, ông qua đời tại Los Angeles, hưởng thọ 67 tuổi. Robinson được an táng tại Nghĩa trang Công viên Inglewood, California.

## Đời tư

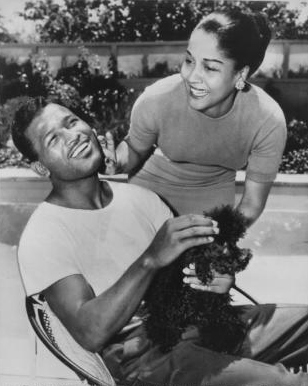
Sugar Ray Robinson với Edna Mae Holly năm 1956

Robinson kết hôn và hủy hôn với Marjorie Joseph cùng năm 1938. Hai người có con trai Ronnie Smith sinh năm 1939. Robinson gặp người vợ thứ hai Edna Mae Holly là một vũ công có tiếng từng biểu diễn tại Câu lạc bộ Cotton, được lưu diễn châu Âu cùng Duke Ellington và Cab Calloway. Theo Robinson, hai người gặp nhau tại một hồ bơi địa phương, nơi ông thường lui tới sau khi tập luyện quyền Anh. Trong nỗ lực thu hút sự chú ý của người đẹp, Robinson đã đẩy nàng xuống hồ bơi và vờ đó là tai nạn. Nỗ lực này bị coi thường, Robinson đã xuất hiện tại hộp đêm nơi Edna nhảy và tự giới thiệu mình. Ngay sau đó, cặp đôi hẹn hò và kết hôn năm 1944. Năm 1949, Edna sinh con trai Ray Robinson Jr. Năm 1951, Edna xuất hiện trên trang bìa tạp chí Jet. Năm 1962, hai người chia tay trong gay gắt.
Tháng 4 năm 1959, chị cả Marie của Robinson chết vì ung thư ở tuổi 41.
Tháng 12 năm 1959, ca sĩ kiêm vũ công xinh đẹp Barbara Johnson (hay còn gọi là Barbara Trevigne) tại South Ozone Park nói Robinson là cha đứa con trai Paul sinh năm 1953 của mình và đưa ra tòa. Ngày 18 tháng 5 năm 1961, Jet dẫn tin tòa án ra phán quyết đứng về phía Robinson, trong đó trích dẫn Robinson nói khi thắng án "Công lý đã chiến thắng."
Năm 1965, Robinson kết hôn với Millie Wiggins Bruce và cặp đôi định cư tại Los Angeles. Khi Robinson ốm vì nhiều chứng bệnh khác nhau, con trai ông cáo buộc Mille dùng thuốc để thao túng Robinson. Robinson Jr nói khi bà nội mình qua đời, cha mình không thể đến dự tang lễ vì Millie đã đánh thuốc và khống chế ông. Nhưng Robinson cũng phải nhập viện một ngày trước khi mẹ qua đời do cao huyết áp khi bị kích động. Robinson Jr. và Edna Mae cho biết bị Millie cấm đến gần Robinson những năm cuối đời.
Robinson tham gia Hội Tam Điểm, tư cách thành viên san sẻ với một số vận động viên khác, trong đó có võ sĩ quyền Anh Jack Dempsey.

## Phong cách quyền Anh
| “                    | Nhịp điệu là tất cả trong quyền Anh. Mọi di chuyển đều bắt nguồn từ trái tim, vậy một là nắm được nhịp điệu hoặc là sẽ gặp rắc rối. Nguyên vănRhythm is everything in boxing. Every move you make starts with your heart, and that's in rhythm or you're in trouble. | ” |
| — Sugar Ray Robinson | |   |

Robinson là định nghĩa hiện đại về võ sĩ quyền Anh. Ông có thể đối đầu gần như với bất kỳ phong cách nào: có thể một hiệp ra đòn, hiệp sau phản đòn, rồi tiếp đến lại từ ngoài liên tục đấm thọc tới. Robinson dùng phong cách không cố định nào để khai thác điểm yếu của đối thủ. Ông cũng sở hữu tốc độ và độ chính xác tuyệt vời. Ông đấm thọc tới chắc chắn một cách rất bình thường, nhưng lại chớp nhoáng tung ra những cú móc ngang và móc lên một cách phi thường. Theo nhà phân tích quyền Anh Bert Sugar thì Robinson có sự linh hoạt tuyệt vời "Robinson có thể tung ra cú nốc ao giật lại." Robinson chơi hai tay tạo nên những cú đấm hiệu quả khác nhau; một bài báo trên tạp chí Time năm 1951 viết, "Màn thể hiện của Robinson, hai tay tung ra với tốc độ và sức mạnh ngang nhau, mọi cú đấm tiêu chuẩn từ bolo cho đến móc ngang cùng một số do chính anh tạo ra tùy thời điểm." Robinson nhận xét rằng một khi tập luyện đến một trình độ nhất định, kỹ thuật và phản ứng gần như trở thành phản xạ: "Anh không nghĩ ngợi gì hết. Tất cả đều là bản năng. Nếu dừng lại để suy nghĩ, anh ra đi luôn."

## Dấu ấn

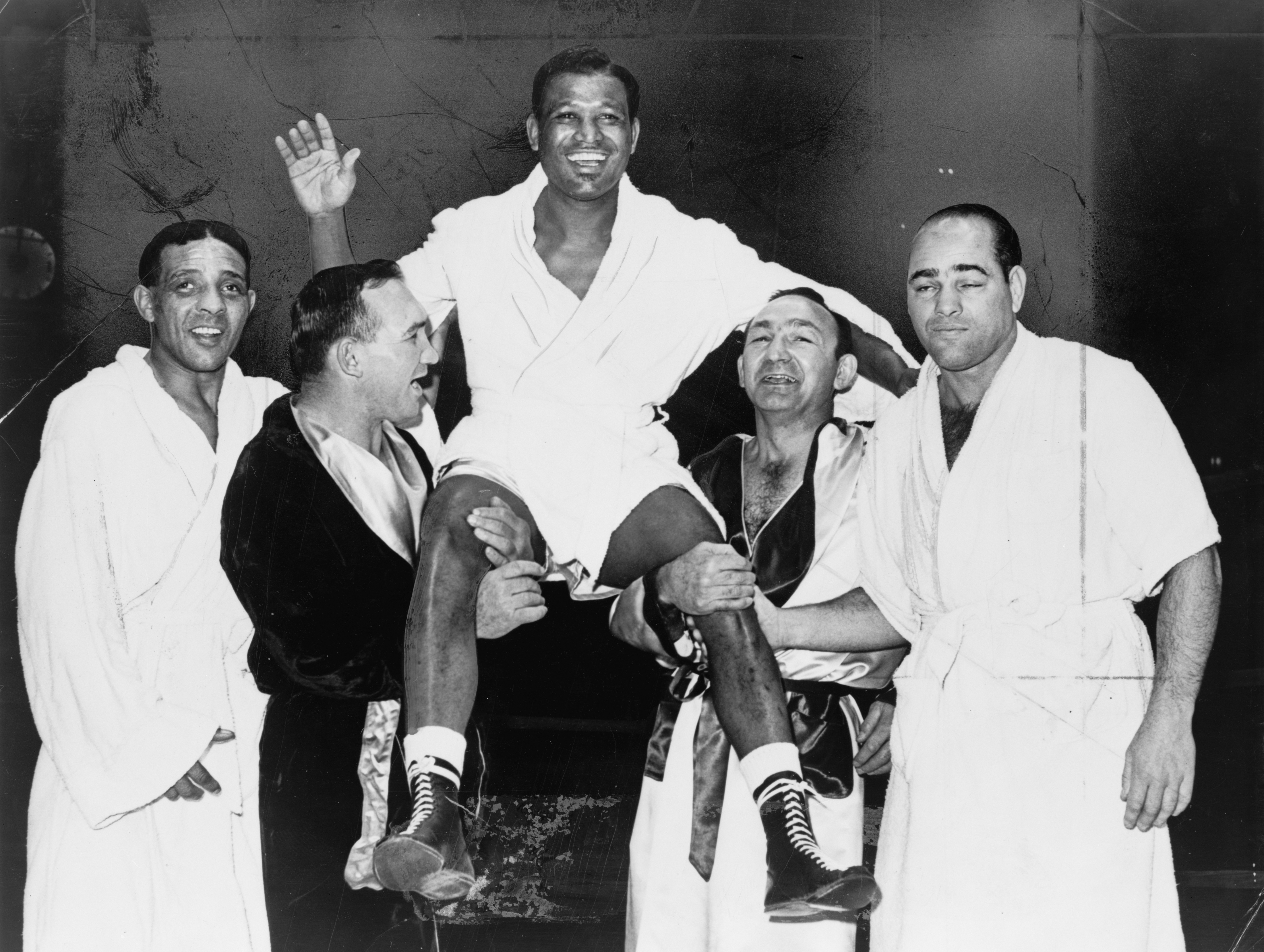
Robinson được Gene Fullmer và Carmen Basilio công kênh năm 1965

Robinson được xếp hạng một trong những võ sĩ quyền Anh vĩ đại nhất mọi thời đại từ ý kiến các nhà báo thể thao, võ sĩ quyền Anh và huấn luyện viên. Cụm từ "pound for pound" được các nhà báo thể thao tạo ra cho ông khi còn thi đấu để chỉ võ sĩ không phân biệt hạng cân. Các võ sĩ Muhammad Ali, Joe Louis, Roberto Durán và Sugar Ray Leonard xếp hạng Robinson là võ sĩ quyền Anh vĩ đại nhất trong lịch sử. Năm 1997, The Ring xếp ông là võ sĩ không phân biệt hạng cân hay nhất trong lịch sử, và năm 1999, ông được Associated Press vinh danh là "hạng bán trung của thế kỷ", "hạng trung của thế kỷ" và trên hết là "võ sĩ của thế kỷ". Năm 2007, ESPN đưa ra "50 võ sĩ quyền Anh vĩ đại nhất mọi thời đại", trong đó có tên Robinson đứng đầu lịch sử. Năm 2003, The Ring xếp ông ở vị trí thứ 11 trong danh sách những tay đấm vĩ đại nhất mọi thời đại. Robinson cũng được Tổ chức Nghiên cứu Quyền Anh Quốc tế xướng tên võ sĩ số 1 hạng bán trung và không phân biệt hạng cân trong mọi thời đại. Ông được đưa vào Đại lộ Danh vọng Madison Square Garden ngay khi thành lập năm 1992.
Robinson là một trong những người Mỹ gốc Phi đầu tiên tự khẳng định vị thế ngôi sao ngoài lĩnh vực thể thao. Ông là phần không thể thiếu trong bối cảnh xã hội New York thập niên 1940 và 1950. Nhà hàng hấp dẫn của ông Sugar Ray's đã đón tiếp các ngôi sao như Frank Sinatra, Jackie Gleason, Nat King Cole, Joe Louis và Lena Horne. Robinson được biết đến như một nhân vật hào hoa bên ngoài sàn đấu. Robinson kết hợp vẻ ngoài điển trai nổi bật với thần thái tinh tế lãng tử. Ông chạy chiếc Cadillac màu hồng hạc và là ca sĩ kiêm vũ công tài năng, từng theo đuổi sự nghiệp ngành giải trí.
Theo Ron Flatter của ESPN: "Anh ấy tiên phong cho những người đẳng cấp tuyệt vời trong ngành quyền Anh, kể cả thư ký, thợ cắt tóc, trị liệu, huấn luyện viên, người đẹp, linh vật lùn và quản lý lâu năm George Gainford." Trong chuyến đi lần đầu đến Paris, một tiếp viên đã gọi những người đồng hành cùng Robinson là "entourage" (tùy tùng). Mặc dù cho biết không thích nghĩa đen của nó vì coi họ là bạn, nhưng Robinson lại thích chính từ này và bắt đầu dùng nó trong các câu chuyện có đề cập tới những người xung quanh ấy. Năm 1962, trong nỗ lực thuyết phục Robinson quay lại Paris là nơi coi ông là anh hùng dân tộc, người Pháp hứa để ông mang về cùng người trị liệu, người thợ làm tóc huýt sáo khi ông tập luyện, cùng chiếc Cadillac đặc trưng của Robinson. Tính cách đẳng cấp này khiến Robinson trở thành thần tượng của hàng triệu thanh niên Mỹ gốc Phi vào thập niên 1950. Robinson truyền cảm hứng cho những võ sĩ khác cũng lấy biệt danh "Sugar" để tỏ lòng tôn kính như Sugar Ray Leonard, Sugar Shane Mosley và võ sĩ MMA "Suga" Rashad Evans.

## Thành tích quyền Anh chuyên nghiệp
| Thống kê Quyền Anh chuyên nghiệp |           |         |
| 201 trận                         | 174 thắng | 19 thua |
| Bằng knockout                    | 109       | 1       |
| Bằng quyết định trọng tài        | 65        | 18      |
| Hòa                              | 6         | 6       |
| Không kết quả                    | 2         | 2       |

| STT | Kết quả | Thành tích   | Đối thủ                  | Loại | Hiệp, thời gian | Ngày                 | Tuổi             | Địa điểm                                                           | Ghi chú                                                                                                   |
| --- | ------- | ------------ | ------------------------ | ---- | --------------- | -------------------- | ---------------- | ------------------------------------------------------------------ | --- |
| 201 | Thua    | 174–19–6 (2) | Joey Archer              | UD   | 10              | 10 tháng 11 năm 1965 | 44 năm, 191 ngày | Civic Arena, Pittsburgh, Pennsylvania, Hoa Kỳ                      | |
| 200 | Thắng   | 174–18–6 (2) | Rudolph Bent             | TKO  | 3 (10), 2:20    | 20 tháng 10 năm 1965 | 44 năm, 170 ngày | Community Arena, Steubenville, Ohio, Hoa Kỳ                        | |
| 199 | Thắng   | 173–18–6 (2) | Peter Schmidt            | UD   | 10              | 1 tháng 10 năm 1965  | 44 năm, 151 ngày | Cambria County War Memorial Arena, Johnstown, Pennsylvania, Hoa Kỳ | |
| 198 | Thắng   | 172–18–6 (2) | Harvey McCullough        | UD   | 10              | 23 tháng 9 năm 1965  | 44 năm, 143 ngày | Philadelphia Athletic Club, Philadelphia, Pennsylvania, Hoa Kỳ     | |
| 197 | Không   | 171–18–6 (2) | Neil Morrison            | NC   | 2 (10), 1:20    | 15 tháng 9 năm 1965  | 44 năm, 135 ngày | Norfolk Arena, Norfolk, Virginia, Hoa Kỳ                           | |
| 196 | Thua    | 171–18–6 (1) | Stan Harrington          | UD   | 10              | 10 tháng 8 năm 1965  | 44 năm, 99 ngày  | Honolulu International Center, Honolulu, Hawaii, Hoa Kỳ            | |
| 195 | Thắng   | 171–17–6 (1) | Harvey McCullough        | UD   | 10              | 27 tháng 7 năm 1965  | 44 năm, 85 ngày  | Richmond Arena, Richmond, Virginia, Hoa Kỳ                         | |
| 194 | Thua    | 170–17–6 (1) | Ferd Hernandez           | SD   | 10              | 12 tháng 7 năm 1965  | 44 năm, 70 ngày  | Hacienda, Paradise, Nevada, Hoa Kỳ                                 | |
| 193 | Thắng   | 170–16–6 (1) | Harvey McCullough        | UD   | 10              | 24 tháng 6 năm 1965  | 44 năm, 52 ngày  | Washington Coliseum, Washington, D.C., Hoa Kỳ                      | |
| 192 | Thua    | 169–16–6 (1) | Stan Harrington          | UD   | 10              | 1 tháng 6 năm 1965   | 44 năm, 29 ngày  | Honolulu International Center, Honolulu, Hawaii, Hoa Kỳ            | |
| 191 | Thua    | 169–15–6 (1) | Memo Ayón                | UD   | 10              | 24 tháng 5 năm 1965  | 44 năm, 21 ngày  | Plaza de Toros El Toreo, Tijuana, México                           | |
| 190 | Thắng   | 169–14–6 (1) | Rocky Randell            | KO   | 3 (10), 0:58    | 28 tháng 4 năm 1965  | 43 năm, 360 ngày | Norfolk Municipal Auditorium, Norfolk, Virginia, Hoa Kỳ            | |
| 189 | Thắng   | 168–14–6 (1) | Earl Bastings            | KO   | 1 (10), 2:34    | 3 tháng 4 năm 1965   | 43 năm, 335 ngày | Sports Center, Savannah, Georgia, Hoa Kỳ                           | |
| 188 | Thắng   | 167–14–6 (1) | Jimmy Beecham            | KO   | 2 (10), 1:48    | 6 tháng 3 năm 1965   | 43 năm, 307 ngày | Sân vận động Quốc gia, Kingston, Jamaica                           | |
| 187 | Hòa     | 166–14–6 (1) | Fabio Bettini            | PTS  | 10              | 27 tháng 11 năm 1964 | 43 năm, 208 ngày | Palazzetto dello Sport, Rome, Italy                                | |
| 186 | Thắng   | 166–14–5 (1) | Jean Beltritti           | PTS  | 10              | 14 tháng 11 năm 1964 | 43 năm, 195 ngày | Palais des Sports de Marseille, Marseille, Pháp                    | |
| 185 | Thắng   | 165–14–5 (1) | Jean Baptiste Rolland    | PTS  | 10              | 7 tháng 11 năm 1964  | 43 năm, 188 ngày | Stade Helitas, Caen, Pháp                                          | |
| 184 | Thắng   | 164–14–5 (1) | Jackie Cailleau          | PTS  | 10              | 24 tháng 10 năm 1964 | 43 năm, 174 ngày | Palais des Sports, Nice, Pháp                                      | |
| 183 | Thắng   | 163–14–5 (1) | Johnny Angel             | TKO  | 6 (8)           | 12 tháng 10 năm 1964 | 43 năm, 162 ngày | London Hilton, London, Anh                                         | |
| 182 | Thắng   | 162–14–5 (1) | Yoland Leveque           | PTS  | 10              | 28 tháng 9 năm 1964  | 43 năm, 148 ngày | Palais des Sports, Paris, Pháp                                     | |
| 181 | Thua    | 161–14–5 (1) | Mick Leahy               | PTS  | 10              | 3 tháng 9 năm 1964   | 43 năm, 123 ngày | Paisley Ice Rink, Paisley, Scotland                                | |
| 180 | Hòa     | 161–13–5 (1) | Art Hernández            | MD   | 10              | 27 tháng 7 năm 1964  | 43 năm, 85 ngày  | Omaha City Auditorium, Omaha, Nebraska, Hoa Kỳ                     | |
| 179 | Thắng   | 161–13–4 (1) | Clarence Riley           | TKO  | 6 (10), 2:40    | 8 tháng 7 năm 1964   | 43 năm, 66 ngày  | Wahconah Park, Pittsfield, Massachusetts, Hoa Kỳ                   | |
| 178 | Thắng   | 160–13–4 (1) | Gaylord Barnes           | UD   | 10              | 19 tháng 5 năm 1964  | 43 năm, 16 ngày  | Portland Exposition Building, Portland, Maine, Hoa Kỳ              | |
| 177 | Thắng   | 159–13–4 (1) | Armand Vanucci           | PTS  | 10              | 9 tháng 12 năm 1963  | 42 năm, 220 ngày | Palais des Sports, Paris, Pháp                                     | |
| 176 | Thắng   | 158–13–4 (1) | Andre Davier             | PTS  | 10              | 29 tháng 11 năm 1963 | 42 năm, 210 ngày | Palais des Sports, Grenoble, Pháp                                  | |
| 175 | Thắng   | 157–13–4 (1) | Emiel Sarens             | KO   | 8 (10)          | 16 tháng 11 năm 1963 | 42 năm, 197 ngày | Palais des Sports, Brussels, Bỉ                                    | |
| 174 | Hòa     | 156–13–4 (1) | Fabio Bettini            | PTS  | 10              | 9 tháng 11 năm 1963  | 42 năm, 190 ngày | Palais des Sports de Gerland, Lyon, Pháp                           | |
| 173 | Thắng   | 156–13–3 (1) | Armand Vanucci           | PTS  | 10              | 14 tháng 10 năm 1963 | 42 năm, 164 ngày | Palais des Sports, Paris, Pháp                                     | |
| 172 | Thua    | 155–13–3 (1) | Joey Giardello           | UD   | 10              | 24 tháng 6 năm 1963  | 42 năm, 52 ngày  | Philadelphia Convention Hall, Philadelphia, Pennsylvania, Hoa Kỳ   | |
| 171 | Thắng   | 155–12–3 (1) | Maurice Roblet           | KO   | 3 (10)          | 4 tháng 5 năm 1963   | 42 năm, 1 ngày   | Palais des Sports Léopold-Drolet, Quebec, Canada                   | |
| 170 | Thắng   | 154–12–3 (1) | Billy Thornton           | KO   | 3 (10), 0:50    | 11 tháng 3 năm 1963  | 41 năm, 312 ngày | Lewiston Armory, Lewiston, Maine, Hoa Kỳ                           | |
| 169 | Thắng   | 153–12–3 (1) | Bernie Reynolds          | KO   | 4 (10)          | 25 tháng 2 năm 1963  | 41 năm, 298 ngày | Estadio Quisqueya, Santo Domingo, Cộng hòa Dominica                | |
| 168 | Thắng   | 152–12–3 (1) | Ralph Dupas              | SD   | 10              | 30 tháng 1 năm 1963  | 41 năm, 272 ngày | Miami Beach Convention Center, Miami Beach, Florida, Hoa Kỳ        | |
| 167 | Thắng   | 151–12–3 (1) | Georges Estatoff         | TKO  | 6 (10)          | 10 tháng 11 năm 1962 | 41 năm, 191 ngày | Palais des Sports de Gerland, Lyon, Pháp                           | |
| 166 | Thắng   | 150–12–3 (1) | Diego Infantes           | KO   | 2 (10), 1:15    | 17 tháng 10 năm 1962 | 41 năm, 167 ngày | Wiener Stadthalle, Vienna, Áo                                      | |
| 165 | Thua    | 149–12–3 (1) | Terry Downes             | PTS  | 10              | 25 tháng 9 năm 1962  | 41 năm, 145 ngày | Empire Pool, London, Anh                                           | |
| 164 | Thua    | 149–11–3 (1) | Phil Moyer               | SD   | 10              | 9 tháng 7 năm 1962   | 41 năm, 67 ngày  | Los Angeles Sports Arena, Los Angeles, California, Hoa Kỳ          | |
| 163 | Thắng   | 149–10–3 (1) | Bobby Lee                | KO   | 2 (10), 2:38    | 27 tháng 4 năm 1962  | 40 năm, 359 ngày | Sân vận động Quốc gia, Port of Spain, Trinidad và Tobago           | |
| 162 | Thua    | 148–10–3 (1) | Denny Moyer              | UD   | 10              | 17 tháng 2 năm 1962  | 40 năm, 290 ngày | Madison Square Garden, New York City, New York, Hoa Kỳ             | |
| 161 | Thắng   | 148–9–3 (1)  | Wilf Greaves             | KO   | 8 (10), 0:43    | 8 tháng 12 năm 1961  | 40 năm, 219 ngày | Civic Arena, Pittsburgh, Pennsylvania, Hoa Kỳ                      | |
| 160 | Thắng   | 147–9–3 (1)  | Al Hauser                | TKO  | 6 (10), 1:59    | 20 tháng 11 năm 1961 | 40 năm, 201 ngày | Rhode Island Auditorium, Providence, Rhode Island, Hoa Kỳ          | |
| 159 | Thắng   | 146–9–3 (1)  | Denny Moyer              | UD   | 10              | 21 tháng 10 năm 1961 | 40 năm, 171 ngày | Madison Square Garden, New York City, New York, Hoa Kỳ             | |
| 158 | Thắng   | 145–9–3 (1)  | Wilf Greaves             | SD   | 10              | 25 tháng 9 năm 1961  | 40 năm, 145 ngày | Convention Arena, Detroit, Michigan, Hoa Kỳ                        | |
| 157 | Thua    | 144–9–3 (1)  | Gene Fullmer             | UD   | 15              | 4 tháng 3 năm 1961   | 39 năm, 305 ngày | Boston Garden, Boston, Massachusetts, Hoa Kỳ                       | Tranh danh hiệu vô địch hạng trung NBA                                                                    |
| 156 | Hòa     | 144–8–3 (1)  | Gene Fullmer             | SD   | 15              | 3 tháng 12 năm 1960  | 39 năm, 214 ngày | Boston Garden, Boston, Massachusetts, Hoa Kỳ                       | Tranh danh hiệu vô địch hạng trung NBA                                                                    |
| 155 | Thua    | 144–8–2 (1)  | Paul Pender              | SD   | 15              | 10 tháng 6 năm 1960  | 39 năm, 38 ngày  | Boston Garden, Boston, Massachusetts, Hoa Kỳ                       | Tranh danh hiệu vô địch hạng trung NYSAC và The Ring                                                      |
| 154 | Thắng   | 144–7–2 (1)  | Tony Baldoni             | KO   | 1 (10), 1:40    | 2 tháng 4 năm 1960   | 38 năm, 335 ngày | Baltimore Coliseum, Baltimore, Maryland, Hoa Kỳ                    | |
| 152 | Thua    | 143–7–2 (1)  | Paul Pender              | SD   | 15              | 22 tháng 1 năm 1960  | 38 năm, 264 ngày | Boston Garden, Boston, Massachusetts, Hoa Kỳ                       | Mất danh hiệu vô địch hạng trung NYSAC và The Ring                                                        |
| 152 | Thắng   | 143–6–2 (1)  | Bob Young                | KO   | 2 (10), 1:18    | 14 tháng 12 năm 1959 | 38 năm, 225 ngày | Chicago Stadium, Chicago, Illinois, Hoa Kỳ                         | |
| 151 | Thắng   | 142–6–2 (1)  | Carmen Basilio           | SD   | 15              | 25 tháng 3 năm 1958  | 36 năm, 326 ngày | Chicago Stadium, Chicago, Illinois, Hoa Kỳ                         | Thắng danh hiệu vô địch hạng trung NYSAC, NBA và The Ring                                                 |
| 150 | Thua    | 141–6–2 (1)  | Carmen Basilio           | SD   | 15              | 23 tháng 9 năm 1957  | 36 năm, 143 ngày | Yankee Stadium, Bronx, New York, Hoa Kỳ                            | Mất danh hiệu vô địch hạng trung NYSAC, NBA và The Ring                                                   |
| 149 | Thắng   | 141–5–2 (1)  | Gene Fullmer             | KO   | 5 (15), 1:27    | 1 tháng 5 năm 1957   | 35 năm, 363 ngày | Chicago Stadium, Chicago, Illinois, Hoa Kỳ                         | Thắng danh hiệu vô địch hạng trung NYSAC, NBA và The Ring                                                 |
| 148 | Thua    | 140–5–2 (1)  | Gene Fullmer             | UD   | 15              | 2 tháng 1 năm 1957   | 35 năm, 244 ngày | Madison Square Garden, New York City, New York, Hoa Kỳ             | Mất danh hiệu vô địch hạng trung NYSAC, NBA và The Ring                                                   |
| 147 | Thắng   | 140–4–2 (1)  | Bob Provizzi             | UD   | 10              | 10 tháng 11 năm 1956 | 35 năm, 191 ngày | New Haven Arena, New Haven, Connecticut, Hoa Kỳ                    | |
| 146 | Thắng   | 139–4–2 (1)  | Bobo Olson               | KO   | 4 (15), 2:51    | 18 tháng 5 năm 1956  | 35 năm, 15 ngày  | Wrigley Field, Los Angeles, California, Hoa Kỳ                     | Giữ danh hiệu vô địch hạng trung NYSAC, NBA và The Ring                                                   |
| 145 | Thắng   | 138–4–2 (1)  | Bobo Olson               | KO   | 2 (15), 2:51    | 9 tháng 12 năm 1955  | 34 năm, 220 ngày | Chicago Stadium, Chicago, Illinois, Hoa Kỳ                         | Thắng danh hiệu vô địch hạng trung NYSAC, NBA và The Ring                                                 |
| 144 | Thắng   | 137–4–2 (1)  | Rocky Castellani         | SD   | 10              | 22 tháng 7 năm 1955  | 34 năm, 80 ngày  | Cow Palace, Daly City, California, Hoa Kỳ                          | |
| 143 | Thắng   | 136–4–2 (1)  | Garth Panter             | UD   | 10              | 4 tháng 5 năm 1955   | 34 năm, 1 ngày   | Olympia Stadium, Detroit, Michigan, Hoa Kỳ                         | |
| 142 | Thắng   | 135–4–2 (1)  | Ted Olla                 | TKO  | 3 (10), 2:15    | 14 tháng 4 năm 1955  | 33 năm, 346 ngày | Milwaukee Arena, Milwaukee, Wisconsin, Hoa Kỳ                      | |
| 141 | Thắng   | 134–4–2 (1)  | Johnny Lombardo          | SD   | 10              | 29 tháng 3 năm 1955  | 33 năm, 330 ngày | Cincinnati Gardens, Cincinnati, Ohio, Hoa Kỳ                       | |
| 140 | Thua    | 133–4–2 (1)  | Ralph Jones              | UD   | 10              | 19 tháng 1 năm 1955  | 33 năm, 261 ngày | Chicago Stadium, Chicago, Illinois, Hoa Kỳ                         | |
| 139 | Thắng   | 133–3–2 (1)  | Joe Rindone              | KO   | 6 (10), 1:37    | 5 tháng 1 năm 1955   | 33 năm, 247 ngày | Olympia Stadium, Detroit, Michigan, Hoa Kỳ                         | |
| 138 | Thua    | 132–3–2 (1)  | Joey Maxim               | RTD  | 13 (15)         | 25 tháng 6 năm 1952  | 31 năm, 53 ngày  | Yankee Stadium, Bronx, New York, Hoa Kỳ                            | Tranh danh hiệu vô địch hạng dưới nặng NYSAC, NBA và The Ring                                             |
| 137 | Thắng   | 132–2–2 (1)  | Rocky Graziano           | KO   | 3 (15), 1:53    | 14 tháng 4 năm 1952  | 30 năm, 347 ngày | Chicago Stadium, Chicago, Illinois, Hoa Kỳ                         | Giữ danh hiệu vô địch hạng trung NYSAC, NBA và The Ring                                                   |
| 136 | Thắng   | 131–2–2 (1)  | Bobo Olson               | UD   | 15              | 13 tháng 3 năm 1952  | 30 năm, 315 ngày | San Francisco Civic Auditorium, San Francisco, California, Hoa Kỳ  | Giữ danh hiệu vô địch hạng trung NYSAC, NBA và The Ring                                                   |
| 135 | Thắng   | 130–2–2 (1)  | Randolph Turpin          | TKO  | 10 (15), 2:52   | 12 tháng 9 năm 1951  | 30 năm, 132 ngày | Polo Grounds, New York City, New York, Hoa Kỳ                      | Thắng danh hiệu vô địch hạng trung NYSAC, NBA và The Ring                                                 |
| 134 | Thua    | 129–2–2 (1)  | Randolph Turpin          | PTS  | 15              | 10 tháng 7 năm 1951  | 30 năm, 68 ngày  | Earls Court Arena, London, Anh                                     | Mất danh hiệu vô địch hạng trung NYSAC, NBA và The Ring                                                   |
| 133 | Thắng   | 129–1–2 (1)  | Cyrille Delannoit        | RTD  | 3 (10)          | 1 tháng 7 năm 1951   | 30 năm, 59 ngày  | Palazzo Dello Sport, Turin, Italy                                  | |
| 132 | Không   | 128–1–2 (1)  | Gerhard Hecht            | NC   | 2 (10)          | 24 tháng 6 năm 1951  | 30 năm, 52 ngày  | Waldbühne, Berlin, Đức                                             | |
| 131 | Thắng   | 128–1–2      | Jean Walzack             | TKO  | 6 (10)          | 16 tháng 6 năm 1951  | 30 năm, 44 ngày  | Palais des Sports, Liège, Bỉ                                       | |
| 130 | Thắng   | 127–1–2      | Jan de Bruin             | TKO  | 8 (10)          | 10 tháng 6 năm 1951  | 30 năm, 38 ngày  | Sportpaleis, Antwerp, Bỉ                                           | |
| 129 | Thắng   | 126–1–2      | Jean Wanes               | UD   | 10              | 26 tháng 5 năm 1951  | 30 năm, 23 ngày  | Hallenstadion, Zürich, Thụy Sĩ                                     | |
| 128 | Thắng   | 125–1–2      | Kid Marcel               | TKO  | 5 (10)          | 21 tháng 5 năm 1951  | 30 năm, 18 ngày  | Palais des Sports, Paris, Pháp                                     | |
| 127 | Thắng   | 124–1–2      | Don Ellis                | KO   | 1 (10), 1:36    | 9 tháng 4 năm 1951   | 29 năm, 341 ngày | Municipal Auditorium, Oklahoma City, Oklahoma, Hoa Kỳ              | |
| 126 | Thắng   | 123–1–2      | Holly Mims               | UD   | 10              | 5 tháng 4 năm 1951   | 29 năm, 337 ngày | Miami Stadium, Miami, Florida, Hoa Kỳ                              | |
| 125 | Thắng   | 122–1–2      | Jake LaMotta             | TKO  | 13 (15), 2:04   | 14 tháng 2 năm 1951  | 29 năm, 287 ngày | Chicago Stadium, Chicago, Illinois, Hoa Kỳ                         | Thắng danh hiệu vô địch hạng trung NYSAC, NBA và The Ring                                                 |
| 124 | Thắng   | 121–1–2      | Hans Stretz              | TKO  | 5 (10)          | 25 tháng 12 năm 1950 | 29 năm, 236 ngày | Haus der Technik, Frankfurt, Đức                                   | |
| 123 | Thắng   | 120–1–2      | Robert Villemain         | TKO  | 9 (10)          | 22 tháng 12 năm 1950 | 29 năm, 233 ngày | Palais des Sports, Paris, Pháp                                     | |
| 122 | Thắng   | 119–1–2      | Jean Walzack             | UD   | 10              | 16 tháng 12 năm 1950 | 29 năm, 227 ngày | Palais des Expositions, Geneva, Thụy Sĩ                            | |
| 121 | Thắng   | 118–1–2      | Luc van Dam              | KO   | 4 (10)          | 9 tháng 12 năm 1950  | 29 năm, 220 ngày | Palais des Sports, Brussels, Bỉ                                    | |
| 120 | Thắng   | 117–1–2      | Jean Stock               | TKO  | 2 (10)          | 27 tháng 11 năm 1950 | 29 năm, 208 ngày | Palais des Sports, Paris, Pháp                                     | |
| 119 | Thắng   | 116–1–2      | Bobby Dykes              | MD   | 10              | 8 tháng 11 năm 1950  | 29 năm, 189 ngày | Chicago Stadium, Chicago, Illinois, Hoa Kỳ                         | |
| 118 | Thắng   | 115–1–2      | Bobo Olson               | KO   | 12 (15), 1:19   | 26 tháng 10 năm 1950 | 29 năm, 176 ngày | Philadelphia Convention Hall, Philadelphia, Pennsylvania, Hoa Kỳ   | Giữ danh hiệu vô địch hạng trung bang Pennsylvania                                                        |
| 117 | Thắng   | 114–1–2      | Joe Rindone              | TKO  | 6 (10), 0:55    | 16 tháng 10 năm 1950 | 29 năm, 166 ngày | Boston Garden, Boston, Massachusetts, Hoa Kỳ                       | |
| 116 | Thắng   | 113–1–2      | Billy Brown              | UD   | 10              | 4 tháng 9 năm 1950   | 29 năm, 124 ngày | Coney Island Velodrome, Brooklyn, New York, Hoa Kỳ                 | |
| 115 | Thắng   | 112–1–2      | José Basora              | KO   | 1 (15), 0:55    | 25 tháng 8 năm 1950  | 29 năm, 114 ngày | Scranton Stadium, Scranton, Pennsylvania, Hoa Kỳ                   | Giữ danh hiệu vô địch hạng trung bang Pennsylvania                                                        |
| 114 | Thắng   | 111–1–2      | Charley Fusari           | PTS  | 15              | 9 tháng 8 năm 1950   | 29 năm, 98 ngày  | Roosevelt Stadium, Jersey City, New Jersey, Hoa Kỳ                 | Giữ danh hiệu vô địch hạng bán trung NYSAC, NBA và The Ring                                               |
| 113 | Thắng   | 110–1–2      | Robert Villemain         | UD   | 15              | 5 tháng 6 năm 1950   | 29 năm, 33 ngày  | Philadelphia Municipal Stadium, Philadelphia, Pennsylvania, Hoa Kỳ | Thắng danh hiệu vô địch hạng trung đang trống bang Pennsylvania                                           |
| 112 | Thắng   | 109–1–2      | Ray Barnes               | UD   | 10              | 28 tháng 4 năm 1950  | 28 năm, 360 ngày | Olympia Stadium, Detroit, Michigan, Hoa Kỳ                         | |
| 111 | Thắng   | 108–1–2      | Cliff Beckett            | TKO  | 3 (10), 1:45    | 21 tháng 4 năm 1950  | 28 năm, 353 ngày | Memorial Hall, Columbus, Ohio, Hoa Kỳ                              | |
| 110 | Thắng   | 107–1–2      | George Costner           | KO   | 1 (10), 2:49    | 22 tháng 3 năm 1950  | 28 năm, 323 ngày | Philadelphia Convention Hall, Pittsburgh, Pennsylvania, Hoa Kỳ     | |
| 109 | Thắng   | 106–1–2      | Jean Walzack             | UD   | 10              | 27 tháng 2 năm 1950  | 28 năm, 300 ngày | St. Louis Arena, St. Louis, Missouri, Hoa Kỳ                       | |
| 108 | Thắng   | 105–1–2      | Aaron Wade               | KO   | 3 (10)          | 22 tháng 2 năm 1950  | 28 năm, 295 ngày | Municipal Auditorium, Savannah, Georgia, Hoa Kỳ                    | |
| 107 | Thắng   | 104–1–2      | Johnny Dudley            | KO   | 2 (12), 0:40    | 18 tháng 2 năm 1950  | 28 năm, 291 ngày | Municipal Stadium, Orlando, Florida, Hoa Kỳ                        | |
| 106 | Thắng   | 103–1–2      | Al Mobley                | TKO  | 6 (10)          | 13 tháng 2 năm 1950  | 28 năm, 286 ngày | Coliseum Arena, Miami, Florida, Hoa Kỳ                             | |
| 105 | Thắng   | 102–1–2      | George LaRover           | TKO  | 4 (10), 1:38    | 30 tháng 1 năm 1950  | 28 năm, 272 ngày | New Haven Arena, New Haven, Connecticut, Hoa Kỳ                    | |
| 104 | Thắng   | 101–1–2      | Vern Lester              | KO   | 5 (10), 0:12    | 13 tháng 11 năm 1949 | 28 năm, 194 ngày | Coliseum Arena, New Orleans, Louisiana, Hoa Kỳ                     | |
| 103 | Thắng   | 100–1–2      | Don Lee                  | UD   | 10              | 9 tháng 11 năm 1949  | 28 năm, 190 ngày | Denver Auditorium Arena, Denver, Colorado, Hoa Kỳ                  | |
| 102 | Thắng   | 99–1–2       | Charley Dodson           | KO   | 3 (10), 0:20    | 12 tháng 9 năm 1949  | 28 năm, 132 ngày | Houston City Auditorium, Houston, Texas, Hoa Kỳ                    | |
| 101 | Thắng   | 98–1–2       | Benny Evans              | TKO  | 5 (10), 2:56    | 9 tháng 9 năm 1949   | 28 năm, 129 ngày | Omaha City Auditorium, Omaha, Nebraska, Hoa Kỳ                     | |
| 100 | Thắng   | 97–1–2       | Steve Belloise           | RTD  | 7 (10)          | 24 tháng 8 năm 1949  | 28 năm, 113 ngày | Yankee Stadium, Bronx, New York, Hoa Kỳ                            | |
| 99  | Thắng   | 96–1–2       | Kid Gavilán              | UD   | 15              | 11 tháng 7 năm 1949  | 28 năm, 69 ngày  | Philadelphia Municipal Stadium, Philadelphia, Pennsylvania, Hoa Kỳ | Giữ danh hiệu vô địch hạng bán trung NYSAC, NBA và The Ring                                               |
| 98  | Thắng   | 95–1–2       | Cecil Hudson             | KO   | 5 (10)          | 20 tháng 6 năm 1949  | 28 năm, 48 ngày  | Rhode Island Auditorium, Providence, Rhode Island, Hoa Kỳ          | |
| 97  | Thắng   | 94–1–2       | Freddie Flores           | TKO  | 3 (10), 2:41    | 7 tháng 6 năm 1949   | 28 năm, 35 ngày  | Page Arena, New Bedford, Massachusetts, Hoa Kỳ                     | |
| 96  | Thắng   | 93–1–2       | Earl Turner              | TKO  | 8 (10), 1:51    | 20 tháng 4 năm 1949  | 27 năm, 352 ngày | Oakland Auditorium, Oakland, California, Hoa Kỳ                    | |
| 95  | Thắng   | 92–1–2       | Don Lee                  | UD   | 10              | 11 tháng 4 năm 1949  | 27 năm, 343 ngày | Omaha City Auditorium, Omaha, Nebraska, Hoa Kỳ                     | |
| 94  | Thắng   | 91–1–2       | Bobby Lee                | UD   | 10              | 25 tháng 3 năm 1949  | 27 năm, 326 ngày | Chicago Stadium, Chicago, Illinois, Hoa Kỳ                         | |
| 93  | Hòa     | 90–1–2       | Henry Brimm              | SD   | 10              | 15 tháng 2 năm 1949  | 27 năm, 288 ngày | Buffalo Memorial Auditorium, Buffalo, New York, Hoa Kỳ             | |
| 92  | Thắng   | 90–1–1       | Young Gene Buffalo       | KO   | 1 (10), 2:55    | 10 tháng 2 năm 1949  | 27 năm, 283 ngày | Kingston Armory, Kingston, Pennsylvania, Hoa Kỳ                    | |
| 91  | Thắng   | 89–1–1       | Bobby Lee                | UD   | 10              | 15 tháng 11 năm 1948 | 27 năm, 196 ngày | Philadelphia Arena, Philadelphia, Pennsylvania, Hoa Kỳ             | |
| 90  | Thắng   | 88–1–1       | Kid Gavilán              | UD   | 10              | 23 tháng 9 năm 1948  | 27 năm, 143 ngày | Yankee Stadium, Bronx New York, Hoa Kỳ                             | |
| 89  | Thắng   | 87–1–1       | Bernard Docusen          | UD   | 15              | 28 tháng 6 năm 1948  | 27 năm, 56 ngày  | Comiskey Park, Chicago, Illinois, Hoa Kỳ                           | Giữ danh hiệu vô địch hạng bán trung NYSAC, NBA và The Ring                                               |
| 88  | Thắng   | 86–1–1       | Henry Brimm              | UD   | 10              | 16 tháng 3 năm 1948  | 26 năm, 318 ngày | Buffalo Memorial Auditorium, Buffalo, New York, Hoa Kỳ             | |
| 87  | Thắng   | 85–1–1       | Ossie Harris             | UD   | 10              | 4 tháng 3 năm 1948   | 26 năm, 306 ngày | Toledo Sports Arena, Toledo, Ohio, Hoa Kỳ                          | |
| 86  | Thắng   | 84–1–1       | Chuck Taylor             | TKO  | 6 (15), 2:07    | 19 tháng 12 năm 1947 | 26 năm, 230 ngày | Olympia Stadium, Detroit, Michigan, Hoa Kỳ                         | Giữ danh hiệu vô địch hạng bán trung NYSAC, NBA và The Ring                                               |
| 85  | Thắng   | 83–1–1       | Billy Nixon              | TKO  | 6 (10), 2:10    | 10 tháng 12 năm 1947 | 26 năm, 221 ngày | Elizabeth Armory, Elizabeth, New Jersey, Hoa Kỳ                    | |
| 84  | Thắng   | 82–1–1       | California Jackie Wilson | TKO  | 7 (10), 1:35    | 28 tháng 10 năm 1947 | 26 năm, 178 ngày | Olympic Auditorium, Los Angeles, California, Hoa Kỳ                | |
| 83  | Thắng   | 81–1–1       | Flashy Sebastian         | KO   | 1 (10), 1:02    | 29 tháng 8 năm 1947  | 26 năm, 118 ngày | Madison Square Garden, New York City, New York, Hoa Kỳ             | |
| 82  | Thắng   | 80–1–1       | Sammy Secreet            | KO   | 1 (10), 1:50    | 21 tháng 8 năm 1947  | 26 năm, 110 ngày | Rubber Bowl, Akron, Ohio, Hoa Kỳ                                   | |
| 81  | Thắng   | 79–1–1       | Jimmy Doyle              | TKO  | 8 (15)          | 24 tháng 6 năm 1947  | 26 năm, 52 ngày  | Cleveland Arena, Cleveland, Ohio, Hoa Kỳ                           | Giữ danh hiệu vô địch hạng bán trung NYSAC, NBA và The Ring; Doyle tử vong do chấn thương trong trận đấu. |
| 80  | Thắng   | 78–1–1       | Georgie Abrams           | SD   | 10              | 16 tháng 5 năm 1947  | 26 năm, 13 ngày  | Madison Square Garden, New York City, New York, Hoa Kỳ             | |
| 79  | Thắng   | 77–1–1       | Eddie Finazzo            | TKO  | 4 (10), 2:30    | 8 tháng 4 năm 1947   | 25 năm, 340 ngày | Memorial Hall, Kansas City, Kansas, Hoa Kỳ                         | |
| 78  | Thắng   | 76–1–1       | Freddie Wilson           | TKO  | 3 (10), 1:10    | 3 tháng 4 năm 1947   | 25 năm, 335 ngày | Akron Armory, Akron, Ohio, Hoa Kỳ                                  | |
| 77  | Thắng   | 75–1–1       | Bernie Miller            | TKO  | 3 (10), 1:32    | 27 tháng 3 năm 1947  | 25 năm, 328 ngày | Dorsey Park, Miami, Florida, Hoa Kỳ                                | |
| 76  | Thắng   | 74–1–1       | Tommy Bell               | UD   | 15              | 20 tháng 12 năm 1946 | 25 năm, 231 ngày | Cleveland Arena, Cleveland, Ohio, Hoa Kỳ                           | Thắng danh hiệu vô địch hạng bán trung NYSAC, NBA và The Ring                                             |
| 75  | Thắng   | 73–1–1       | Artie Levine             | KO   | 10 (10), 2:41   | 6 tháng 11 năm 1946  | 25 năm, 187 ngày | Cleveland Arena, Cleveland, Ohio, Hoa Kỳ                           | |
| 74  | Thắng   | 72–1–1       | Cecil Hudson             | KO   | 6 (10), 2:58    | 1 tháng 11 năm 1946  | 25 năm, 182 ngày | Olympia Stadium, Detroit, Michigan, Hoa Kỳ                         | |
| 73  | Thắng   | 71–1–1       | Ossie Harris             | UD   | 10              | 7 tháng 10 năm 1946  | 25 năm, 157 ngày | Forbes Field, Pittsburgh, Pennsylvania, Hoa Kỳ                     | |
| 72  | Thắng   | 70–1–1       | Sidney Miller            | KO   | 3 (10), 1:52    | 25 tháng 9 năm 1946  | 25 năm, 145 ngày | Twin City Bowl, Elizabeth, New Jersey, Hoa Kỳ                      | |
| 71  | Thắng   | 69–1–1       | Vinnie Vines             | KO   | 6 (10), 2:46    | 15 tháng 8 năm 1946  | 25 năm, 104 ngày | Hawkins Stadium, Albany, New York, Hoa Kỳ                          | |
| 70  | Thắng   | 68–1–1       | Joe Curcio               | KO   | 2 (10), 0:10    | 12 tháng 7 năm 1946  | 25 năm, 70 ngày  | Madison Square Garden, New York City, New York, Hoa Kỳ             | |
| 69  | Thắng   | 67–1–1       | Norman Rubio             | PTS  | 10              | 25 tháng 6 năm 1946  | 25 năm, 53 ngày  | Roosevelt Stadium, Union City, New Jersey, Hoa Kỳ                  | |
| 68  | Thắng   | 66–1–1       | Freddie Wilson           | KO   | 2 (10), 2:00    | 12 tháng 6 năm 1946  | 25 năm, 40 ngày  | Worcester Auditorium, Worcester, Massachusetts, Hoa Kỳ             | |
| 67  | Thắng   | 65–1–1       | Freddie Flores           | KO   | 5 (10), 2:52    | 21 tháng 3 năm 1946  | 24 năm, 322 ngày | Golden Gate Arena, New York City, New York, Hoa Kỳ                 | |
| 66  | Thắng   | 64–1–1       | Izzy Jannazzo            | UD   | 10              | 14 tháng 3 năm 1946  | 24 năm, 315 ngày | Fifth Regiment Armory, Baltimore, Maryland, Hoa Kỳ                 | |
| 65  | Thắng   | 63–1–1       | Sammy Angott             | UD   | 10              | 4 tháng 3 năm 1946   | 24 năm, 305 ngày | Duquesne Gardens, Pittsburgh, Pennsylvania, Hoa Kỳ                 | |
| 64  | Thắng   | 62–1–1       | Cliff Beckett            | KO   | 4 (10), 0:40    | 27 tháng 2 năm 1946  | 24 năm, 300 ngày | St. Louis Arena, St. Louis, Missouri, Hoa Kỳ                       | |
| 63  | Thắng   | 61–1–1       | O'Neil Bell              | KO   | 2 (10), 1:10    | 15 tháng 2 năm 1946  | 24 năm, 288 ngày | Olympia Stadium, Detroit, Michigan, Hoa Kỳ                         | |
| 62  | Thắng   | 60–1–1       | Tony Riccio              | TKO  | 4 (10), 2:16    | 5 tháng 2 năm 1946   | 24 năm, 278 ngày | Elizabeth Armory, Elizabeth, New Jersey, Hoa Kỳ                    | |
| 61  | Thắng   | 59–1–1       | Dave Clark               | TKO  | 2 (10), 2:22    | 14 tháng 1 năm 1946  | 24 năm, 256 ngày | Duquesne Gardens, Pittsburgh, Pennsylvania, Hoa Kỳ                 | |
| 60  | Thắng   | 58–1–1       | Vic Dellicurti           | UD   | 10              | 4 tháng 12 năm 1945  | 24 năm, 215 ngày | Boston Garden, Boston, Massachusetts, Hoa Kỳ                       | |
| 59  | Thắng   | 57–1–1       | Jake LaMotta             | SD   | 12              | 26 tháng 9 năm 1945  | 24 năm, 146 ngày | Comiskey Park, Chicago, Illinois, Hoa Kỳ                           | |
| 58  | Thắng   | 56–1–1       | Jimmy Mandell            | TKO  | 5 (10), 1:31    | 18 tháng 9 năm 1945  | 24 năm, 138 ngày | Buffalo Memorial Auditorium, Buffalo, New York, Hoa Kỳ             | |
| 57  | Thắng   | 55–1–1       | Jimmy McDaniels          | KO   | 2 (10), 1:23    | 15 tháng 6 năm 1945  | 24 năm, 43 ngày  | Madison Square Garden, New York City, New York, Hoa Kỳ             | |
| 56  | Hòa     | 54–1–1       | José Basora              | SD   | 10              | 14 tháng 5 năm 1945  | 24 năm, 11 ngày  | Philadelphia Convention Hall, Pittsburgh, Pennsylvania, Hoa Kỳ     | |
| 55  | Thắng   | 54–1         | Jake LaMotta             | UD   | 10              | 23 tháng 2 năm 1945  | 23 năm, 296 ngày | Madison Square Garden, New York City, New York, Hoa Kỳ             | |
| 54  | Thắng   | 53–1         | George Costner           | KO   | 1 (10), 2:55    | 14 tháng 2 năm 1945  | 23 năm, 287 ngày | Chicago Stadium, Chicago, Illinois, Hoa Kỳ                         | |
| 53  | Thắng   | 52–1         | Tommy Bell               | UD   | 10              | 16 tháng 1 năm 1945  | 23 năm, 258 ngày | Cleveland Arena, Cleveland, Ohio, Hoa Kỳ                           | |
| 52  | Thắng   | 51–1         | Billy Furrone            | TKO  | 2 (10), 2:28    | 10 tháng 1 năm 1945  | 23 năm, 252 ngày | Uline Arena, Washington, D.C., Hoa Kỳ                              | |
| 51  | Thắng   | 50–1         | George Martin            | TKO  | 7 (10), 3:00    | 22 tháng 12 năm 1944 | 23 năm, 233 ngày | Boston Garden, Boston, Massachusetts, Hoa Kỳ                       | |
| 50  | Thắng   | 49–1         | Sheik Rangel             | TKO  | 2 (10), 2:50    | 12 tháng 12 năm 1944 | 23 năm, 223 ngày | Philadelphia Convention Hall, Pittsburgh, Pennsylvania, Hoa Kỳ     | |
| 49  | Thắng   | 48–1         | Vic Dellicurti           | UD   | 10              | 24 tháng 11 năm 1944 | 23 năm, 205 ngày | Olympia Stadium, Detroit, Michigan, Hoa Kỳ                         | |
| 48  | Thắng   | 47–1         | Lou Woods                | TKO  | 9 (10), 2:10    | 27 tháng 10 năm 1944 | 23 năm, 177 ngày | Chicago Stadium, Chicago, Illinois, Hoa Kỳ                         | |
| 47  | Thắng   | 46–1         | Izzy Jannazzo            | KO   | 2 (10), 1:10    | 13 tháng 10 năm 1944 | 23 năm, 163 ngày | Boston Garden, Boston, Massachusetts, Hoa Kỳ                       | |
| 46  | Thắng   | 45–1         | Henry Armstrong          | UD   | 10              | 27 tháng 8 năm 1943  | 22 năm, 116 ngày | Madison Square Garden, New York City, New York, Hoa Kỳ             | |
| 45  | Thắng   | 44–1         | Ralph Zannelli           | UD   | 10              | 1 tháng 7 năm 1943   | 22 năm, 59 ngày  | Boston Garden, Boston, Massachusetts, Hoa Kỳ                       | |
| 44  | Thắng   | 43–1         | Freddie Cabral           | KO   | 1 (10), 2:20    | 30 tháng 4 năm 1943  | 21 năm, 362 ngày | Boston Garden, Boston, Massachusetts, Hoa Kỳ                       | |
| 43  | Thắng   | 42–1         | Jake LaMotta             | UD   | 10              | 26 tháng 2 năm 1943  | 21 năm, 299 ngày | Madison Square Garden, New York City, New York, Hoa Kỳ             | |
| 42  | Thắng   | 41–1         | California Jackie Wilson | MD   | 10              | 19 tháng 2 năm 1943  | 21 năm, 292 ngày | Madison Square Garden, New York City, New York, Hoa Kỳ             | |
| 41  | Thua    | 40–1         | Jake LaMotta             | UD   | 10              | 5 tháng 2 năm 1943   | 21 năm, 278 ngày | Olympia Stadium, Detroit, Michigan, Hoa Kỳ                         | |
| 40  | Thắng   | 40–0         | Al Nettlow               | TKO  | 3 (10)          | 14 tháng 12 năm 1942 | 21 năm, 225 ngày | Philadelphia Convention Hall, Pittsburgh, Pennsylvania, Hoa Kỳ     | |
| 39  | Thắng   | 39–0         | Izzy Jannazzo            | KO   | 8 (10), 2:43    | 1 tháng 12 năm 1942  | 21 năm, 212 ngày | Cleveland Arena, Cleveland, Ohio, Hoa Kỳ                           | |
| 38  | Thắng   | 38–0         | Vic Dellicurti           | UD   | 10              | 6 tháng 11 năm 1942  | 21 năm, 187 ngày | Madison Square Garden, New York City, New York, Hoa Kỳ             | |
| 37  | Thắng   | 37–0         | Izzy Jannazzo            | UD   | 10              | 19 tháng 10 năm 1942 | 21 năm, 169 ngày | Philadelphia Arena, Philadelphia, Pennsylvania, Hoa Kỳ             | |
| 36  | Thắng   | 36–0         | Jake LaMotta             | UD   | 10              | 2 tháng 10 năm 1942  | 21 năm, 152 ngày | Madison Square Garden, New York City, New York, Hoa Kỳ             | |
| 35  | Thắng   | 35–0         | Tony Motisi              | KO   | 1 (10), 2:41    | 27 tháng 8 năm 1942  | 21 năm, 116 ngày | Comiskey Park, Chicago, Illinois, Hoa Kỳ                           | |
| 34  | Thắng   | 34–0         | Reuben Shank             | KO   | 2 (10), 2:26    | 21 tháng 8 năm 1942  | 21 năm, 110 ngày | Madison Square Garden, New York City, New York, Hoa Kỳ             | |
| 33  | Thắng   | 33–0         | Sammy Angott             | UD   | 10              | 31 tháng 7 năm 1942  | 21 năm, 89 ngày  | Madison Square Garden, New York City, New York, Hoa Kỳ             | |
| 32  | Thắng   | 32–0         | Marty Servo              | SD   | 10              | 28 tháng 5 năm 1942  | 21 năm, 25 ngày  | Madison Square Garden, New York City, New York, Hoa Kỳ             | |
| 31  | Thắng   | 31–0         | Dick Banner              | KO   | 2 (10), 0:32    | 30 tháng 4 năm 1942  | 20 năm, 362 ngày | Minneapolis Armory, Minneapolis, Minnesota, Hoa Kỳ                 | |
| 30  | Thắng   | 30–0         | Harvey Dubs              | TKO  | 6 (10), 2:45    | 17 tháng 4 năm 1942  | 20 năm, 349 ngày | Olympia Stadium, Detroit, Michigan, Hoa Kỳ                         | |
| 29  | Thắng   | 29–0         | Norman Rubio             | TKO  | 7 (12), 3:00    | 20 tháng 3 năm 1942  | 20 năm, 321 ngày | Madison Square Garden, New York City, New York, Hoa Kỳ             | |
| 28  | Thắng   | 28–0         | Maxie Berger             | TKO  | 2 (12), 1:43    | 20 tháng 2 năm 1942  | 20 năm, 293 ngày | Madison Square Garden, New York City, New York, Hoa Kỳ             | |
| 27  | Thắng   | 27–0         | Fritzie Zivic            | TKO  | 10 (12), 0:31   | 16 tháng 1 năm 1942  | 20 năm, 258 ngày | Madison Square Garden, New York City, New York, Hoa Kỳ             | |
| 26  | Thắng   | 26–0         | Fritzie Zivic            | UD   | 10              | 31 tháng 10 năm 1941 | 20 năm, 181 ngày | Madison Square Garden, New York City, New York, Hoa Kỳ             | |
| 25  | Thắng   | 25–0         | Marty Servo              | UD   | 10              | 25 tháng 9 năm 1941  | 20 năm, 145 ngày | Philadelphia Convention Hall, Pittsburgh, Pennsylvania, Hoa Kỳ     | |
| 24  | Thắng   | 24–0         | Maxie Shapiro            | TKO  | 3 (10), 2:04    | 19 tháng 9 năm 1941  | 20 năm, 139 ngày | Madison Square Garden, New York City, New York, Hoa Kỳ             | |
| 23  | Thắng   | 23–0         | Maurice Arnault          | TKO  | 1 (8), 1:29     | 29 tháng 8 năm 1941  | 20 năm, 118 ngày | Atlantic City Convention Hall, Atlantic City, New Jersey, Hoa Kỳ   | |
| 22  | Thắng   | 22–0         | Carl Guggino             | TKO  | 3 (8), 2:47     | 27 tháng 8 năm 1941  | 20 năm, 116 ngày | Queensboro Arena, Queens, New York Hoa Kỳ                          | |
| 21  | Thắng   | 21–0         | Sammy Angott             | UD   | 10              | 21 tháng 7 năm 1941  | 20 năm, 79 ngày  | Shibe Park, Philadelphia, Pennsylvania, Hoa Kỳ                     | |
| 20  | Thắng   | 20–0         | Pete Lello               | TKO  | 4 (8), 1:48     | 2 tháng 7 năm 1941   | 20 năm, 60 ngày  | Polo Grounds, New York City, New York, Hoa Kỳ                      | |
| 19  | Thắng   | 19–0         | Mike Evans               | KO   | 2 (8), 0:52     | 16 tháng 6 năm 1941  | 20 năm, 44 ngày  | Shibe Park, Philadelphia, Pennsylvania, Hoa Kỳ                     | |
| 18  | Thắng   | 18–0         | Nick Castiglione         | KO   | 1 (10), 1:21    | 19 tháng 5 năm 1941  | 20 năm, 16 ngày  | Philadelphia Arena, Philadelphia, Pennsylvania, Hoa Kỳ             | |
| 17  | Thắng   | 17–0         | Victor Troise            | TKO  | 1 (8), 2:39     | 10 tháng 5 năm 1941  | 20 năm, 7 ngày   | Ridgewood Grove, Brooklyn, New York, Hoa Kỳ                        | |
| 16  | Thắng   | 16–0         | Joe Ghnouly              | TKO  | 3 (8), 2:07     | 30 tháng 4 năm 1941  | 19 năm, 362 ngày | Uline Arena, Washington, D.C., Hoa Kỳ                              | |
| 15  | Thắng   | 15–0         | Charley Burns            | KO   | 1 (10), 2:35    | 24 tháng 4 năm 1941  | 19 năm, 356 ngày | Waltz Dream Arena, Atlantic City, New Jersey, Hoa Kỳ               | |
| 14  | Thắng   | 14–0         | Jimmy Tygh               | TKO  | 1 (10), 1:51    | 14 tháng 4 năm 1941  | 19 năm, 346 ngày | Philadelphia Arena, Philadelphia, Pennsylvania, Hoa Kỳ             | |
| 13  | Thắng   | 13–0         | Jimmy Tygh               | KO   | 8 (10), 1:13    | 3 tháng 3 năm 1941   | 19 năm, 304 ngày | Philadelphia Arena, Philadelphia, Pennsylvania, Hoa Kỳ             | |
| 12  | Thắng   | 12–0         | Gene Spencer             | RTD  | 4 (6)           | 27 tháng 2 năm 1941  | 19 năm, 300 ngày | Olympia Stadium, Detroit, Michigan, Hoa Kỳ                         | |
| 11  | Thắng   | 11–0         | Bobby McIntire           | UD   | 6               | 21 tháng 2 năm 1941  | 19 năm, 294 ngày | Madison Square Garden, New York City, New York, Hoa Kỳ             | |
| 10  | Thắng   | 10–0         | Benny Cartagena          | KO   | 1 (6), 1:33     | 8 tháng 2 năm 1941   | 19 năm, 281 ngày | Ridgewood Grove, Brooklyn, New York, Hoa Kỳ                        | |
| 9   | Thắng   | 9–0          | George Zengaras          | PTS  | 6               | 31 tháng 1 năm 1941  | 19 năm, 273 ngày | Madison Square Garden, New York City, New York, Hoa Kỳ             | |
| 8   | Thắng   | 8–0          | Frankie Wallace          | TKO  | 1 (6), 2:10     | 13 tháng 1 năm 1941  | 19 năm, 255 ngày | Philadelphia Arena, Philadelphia, Pennsylvania, Hoa Kỳ             | |
| 7   | Thắng   | 7–0          | Tony Iacovacci           | KO   | 1 (6), 0:40     | 4 tháng 1 năm 1941   | 19 năm, 246 ngày | Ridgewood Grove, Brooklyn, New York, Hoa Kỳ                        | |
| 6   | Thắng   | 6–0          | Oliver White             | TKO  | 3 (4)           | 13 tháng 12 năm 1940 | 19 năm, 224 ngày | Madison Square Garden, New York City, New York, Hoa Kỳ             | |
| 5   | Thắng   | 5–0          | Norment Quarles          | TKO  | 4 (8), 0:56     | 9 tháng 12 năm 1940  | 19 năm, 220 ngày | Philadelphia Arena, Philadelphia, Pennsylvania, Hoa Kỳ             | |
| 4   | Thắng   | 4–0          | Bobby Woods              | KO   | 1 (6), 1:31     | 11 tháng 11 năm 1940 | 19 năm, 192 ngày | Philadelphia Arena, Philadelphia, Pennsylvania, Hoa Kỳ             | |
| 3   | Thắng   | 3–0          | Mitsos Grispos           | UD   | 6               | 22 tháng 10 năm 1940 | 19 năm, 172 ngày | New York Coliseum, Bronx, New York, Hoa Kỳ                         | |
| 2   | Thắng   | 2–0          | Silent Stafford          | TKO  | 2 (4)           | 8 tháng 10 năm 1940  | 19 năm, 158 ngày | Municipal Auditorium, Savannah, Georgia, Hoa Kỳ                    | |
| 1   | Thắng   | 1–0          | Joe Echevarria           | TKO  | 2 (4), 0:51     | 4 tháng 10 năm 1940  | 19 năm, 154 ngày | Madison Square Garden, New York City, New York, Hoa Kỳ             | |